# Narziss und Psyche
Narziss und Psyche (Originaltitel: Nárcisz és Psyché; auf die dreiteilige Fernsehfassung wird manchmal auch mit Psyché Bezug genommen) ist ein ungarischer Spielfilm von Gábor Bódy aus dem Jahr 1980. Der in der ungekürzten Fassung über vier Stunden lange epische Film ist eine in Bildwelten des Phantastischen Realismus erzählte allegorische Darstellung der europäischen Kulturgeschichte von den Ausläufern des Rokoko bis in die Zeit nach dem Zweiten Weltkrieg in Form einer Dreiecksbeziehung zwischen einer Frau und zwei Männern, die alle drei während der sich weit über hundert Jahre erstreckenden Handlung nicht oder nur unwesentlich altern.
Durch seine Kombination der narrativen Elemente des Spielfilms mit audiovisuellen Techniken des Experimentalfilms nimmt Narziss und Psyche in der Geschichte der Filmästhetik eine Sonderstellung ein.

## Literarische Vorlage und Film
Narziss und Psyche basiert auf der fiktiven Anthologie Psyché des ungarischen Schriftstellers Sándor Weöres, die im Wesentlichen eine Gedichtsammlung darstellt; eine „Handlung“ ergibt sich nur implizit aus der chronologischen Anordnung der oftmals „autobiographischen“ Gedichte der (fiktiven) Dichterin Erzsébet Mária Psyché Lónyay und aus einigen wenigen beigeordneten kurzen Prosatexten, die über ihr Leben berichten. Um plausibel zu machen, dass Lónyay tatsächlich existierte, verflicht Weöres ihre Biographie dabei kunstvoll mit dem Leben vieler historischer Persönlichkeiten.
Es ist offensichtlich, dass ein Film eine solche Anthologie nicht eins zu eins umsetzen kann. Gábor Bódy berücksichtigt dies auf zweierlei Weise:
- Narziss und Psyche verlagert das Gewicht auf den (qua definitione narrativen) allegorisch-mythologischen Gehalt von Psyché. Besonders deutlich wird dies durch die Entscheidung, die Lebensspanne der in Psyché so realitätsnah und historisch korrekt wie möglich gezeichneten Protagonisten im Film auf einen Zeitraum von über 130 Jahren auszudehnen und sie somit zu allegorischen Figuren der europäischen Moderne zu machen.

- So, wie Psyché eine Dichtung über eine Dichterin ist, ist auch Narziss und Psyche selbstreflexiv, indem der Film mit den Mitteln des Experimentalfilms das Medium Film selbst thematisiert. Den nicht-narrativen Anteilen der Gedichte in Psyché entsprechen die nicht-narrativen filmsprachlichen Experimente in Narziss und Psyche.

Die Verschiebung des inhaltlichen Schwerpunkts im Film verändert auch die Zeichnung der Protagonistin: In der literarischen Vorlage liegt das ganze Gewicht von Erzsébet Lónyays Persönlichkeit in der Tiefe ihrer Poesie; ihr Charakter hingegen weist durchaus flatterhafte und gefallsüchtige Züge auf. Die Erzsébet Lónyay in Narziss und Psyche andererseits, deren Dichtkunst dem Filmzuschauer nur einmal begegnet, trägt allen Ernst einer mythologischen Figur in sich; ihr steter Verstoß gegen Rollenerwartungen ist von Anbeginn das bewusst gelebte Aufbegehren gegen hypostasierte Konventionen aus dem Geist freier Sinnlichkeit.

## Handlung im Überblick
Dieser Abschnitt gibt einen Überblick über die wesentlichen Handlungsstränge in Narziss und Psyche. Der Abschnitt Handlung im Detail schildert die Handlung im Einzelnen, um ein Nachschlagen der vielfältigen Querbezüge zu ermöglichen.

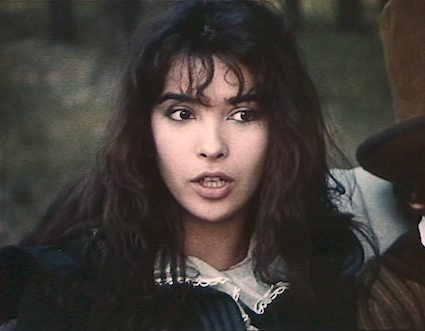
Erzsébet Mária Psyche Lónyay

Psyche, mit vollem Namen Erzsébet Mária Psyche Lónyay, ist eine junge ungarische Dichterin, unwiderstehlich schön und getrieben von einem unbändigen Freiheitswillen. Ihre Poesie ist sensibel und erotisch, ganz anders als die von nationalem Pathos getragene ungarische Lyrik der Zeit. Sie führt ein sexuell freizügiges Leben; die konventionelle weibliche Rolle und insbesondere die Ehe lehnt sie ab. 1795 als Tochter eines ungarischen Adligen und einer von einer Romni abstammenden Mutter geboren, verbrachte sie den größten Teil ihrer Kindheit in einer Roma-Kolonie, nachdem ihre Mutter ihren Vater wegen des Roma-Violinisten János Bihari verlassen hatte.

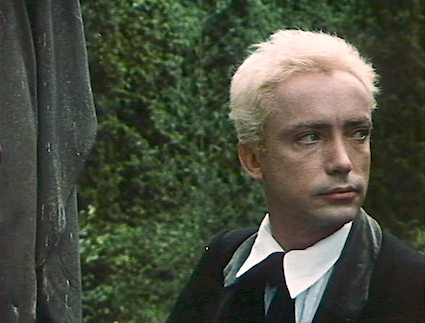
László Ungvárnémeti Tóth

„Narziss“ László Ungvárnémeti Tóth ist ein Pfarrerssohn und ebenfalls Dichter. Auch seine Werke passen nicht in seine Zeit, denn seine klassizistische Poesie orientiert sich an den hehren Idealen der Antike. Er hofft, Großes zu schaffen und dadurch den ärmlichen Verhältnissen entfliehen zu können, aus denen er stammt. Während Psyches Zeit in der Roma-Kolonie brachte ihr Narziss das Lesen und Schreiben und später die Dichtkunst bei. Seitdem ist er ihre große Liebe.
Doch das Verhältnis zwischen Narziss und Psyche ist nicht ungetrübt. Während Psyche problemlos jeden anderen Mann verführen konnte, hat Narziss sich ihr körperlich nie genähert, aus Liebe, wie er sagt. Stattdessen holt er sich bei einer Prostituierten die Syphilis, so dass von nun an ein sexueller Kontakt zwischen Narziss und Psyche ausgeschlossen ist, bis Narziss’ Krankheit geheilt werden kann.
Auch Psyche ist krank. Sie hat mit unregelmäßigen Zwischenblutungen zu kämpfen, seit ihr Schwager sie schwängerte und das Kind durch Schläge auf den Bauch abtrieb. Narziss und Psyche vereinbaren daher, dass Narziss nach Pest geht, um für sich und für sie einen Arzt zu finden.
Narziss wechselt aus taktischen Erwägungen vom reformierten zum katholischen Glauben, um so vom Erzbischof von Erlau ein Stipendium für ein Studium in Pest zu erhalten. Als der Erzbischof von der auch aus Sicht der Kirche positiven Rolle der aufkommenden naturwissenschaftlichen Medizin spricht, beschließt Narziss, in Pest nicht einfach nach einem Arzt zu suchen, sondern selbst Medizin statt Dichtkunst zu studieren.
Psyches unangepasstes Leben und ihre Sinnlichkeit werden zwar von vielen bewundert, die sie wie die Prophetin einer neuen Epoche verehren, aber die übrige Gesellschaft lässt sie immer wieder bitter dafür büßen. Mit 18 Jahren wird Psyche von ihren Verwandten wie schon einmal zuvor nach Regensburg in ein Kloster verbannt, so dass sie Narziss zunächst nicht nach Pest folgen kann.

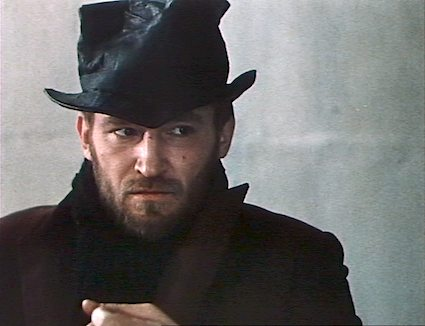
Maximilian Freiherr von Zedlitz

Maximilian Freiherr von Zedlitz ist ein preußischer Adliger, der sich dem nüchternen Geist der Aufklärung verpflichtet fühlt. Er selbst betrachtet gerne die Sterne; für die Minenarbeiter auf seinen schlesischen Ländereien lässt er standardisierte, gleichförmige Wohnsiedlungen errichten, um identische Lebensbedingungen garantieren zu können und die Isolation der Arbeiter untereinander aufzubrechen. Psyche hat Freiherrn von Zedlitz auf ihrer Reise ins Regensburger Kloster in Wien kennengelernt; nun ersucht sie ihn, sie daraus zu befreien. Daraufhin erscheint Freiherr von Zedlitz vor dem Kloster und bittet Psyche als seine Verlobte aus.
Freiherr von Zedlitz meint es ernst mit der Verlobung, doch Psyche erklärt ihm, sie lehne die Ehe ab. Beide verbringen eine leidenschaftliche Liebesnacht miteinander, aber dann macht sich Psyche auf zu Narziss nach Pest.
Doch durch Narziss’ Wechsel von der Poesie zu Medizin und Naturwissenschaft haben sich Narziss und Psyche auseinanderentwickelt. Zwar kann Psyche durch eine Operation geheilt werden, aber die martialischen medizinischen Apparaturen machen ihr Angst und der messtechnische Zugriff auf den Menschen befremdet sie. Narziss wiederum, der selbst nicht geheilt ist, reagiert zunehmend eifersüchtig auf Psyches sinnenfrohes Leben. Schließlich entflieht Psyche nach Pressburg, wo auf dem Ständetag die Reformen für ein neues Ungarn beschlossen werden sollen.
In der politischen Euphorie beginnt sie Affären mit mehreren jungen Reformern und wird selbst, als Mann verkleidet, Protokollant im Ständetag. Doch die Oppositionellen werden niedergerungen; zwei ihrer Geliebten enden in Gefängnis beziehungsweise Verbannung und sind physisch oder psychisch am Ende; ein weiterer Geliebter wird erschossen. Psyche selbst ist schwanger, ohne zu wissen, von wem; auf Geheiß ihres Onkels wird ihr um des Rufes der Familie willen das Kind sofort nach der Geburt auf einem abgelegenen Gehöft entrissen.
Nach diesem traumatischen Ende der Zeit in Pressburg lebt Psyche völlig zurückgezogen in Kaschau und erhält sich durch Nähen. Freiherr von Zedlitz hat derweil eine Belohnung für denjenigen ausgelobt, der ihm den Aufenthaltsort Psyches mitteilen kann. Narziss entdeckt Psyche in Kaschau, und für einen Moment sieht es so aus, als würden die beiden wieder zueinander finden. Doch Narziss ist in seiner Gedankenwelt gefangen und verletzt Psyche so tief, dass sie sich am Ende verlieren.
Freiherr von Zedlitz wird von Narziss über Psyches Verbleib unterrichtet und hält erneut um ihre Hand an. Gebrochen von ihren schrecklichen Erfahrungen stimmt Psyche nun zu. Als Narziss von der Ehe erfährt, steigert sich sein selbstbezüglicher wissenschaftlicher Ehrgeiz zu präfaschistischem Größenwahn: Er, der aufgrund seiner Syphilis selbst keine Kinder zu zeugen vermag, hält es nun für seine Aufgabe, ein „System“ zu schaffen, mit dem Staaten die „Zuchtreihen ihrer Bürger“ kontrollieren und nach rationalen Kriterien optimieren können.
Die Wirklichkeit hat mit Narziss’ hochfliegenden Plänen wenig gemein: Aus Geldnot verkauft er sein dichterisches Hauptwerk, die klassizistische Tragödie Narziss, an ein Wiener Varietétheater, das daraus ein vulgäres Spektakel macht. Und selbst das gelangt nicht zur Aufführung, da der Erste Weltkrieg ausbricht und das Varieté stattdessen nun Kriegspropaganda spielt.
Freiherr von Zedlitz und Psyche verbringen die Kriegsjahre in Südamerika; als sie zurückkehren, findet Psyche Narziss todkrank in Wien. Er stirbt an seiner Syphilis in ihrem Beisein.
Freiherr von Zedlitz hat jede Beziehung zu seinen Ländereien verloren und will in die USA übersiedeln; Psyches ganzes Trachten hingegen gilt jetzt dem dichterischen Hauptwerk ihrer großen Liebe, der Tragödie Narziss, die sie postum zur Aufführung bringen möchte. Doch sie findet am Vorabend der nationalsozialistischen Katastrophe nur noch einen Regisseur, der das Stück als Mittel zur Lenkung von „Menschen mit einfacher Denkungsart“ versteht.
Freiherr von Zedlitz und Psyche entfremden sich angesichts ihrer unterschiedlichen Ziele vollends. Bei einer letzten Ausfahrt auf den schlesischen Ländereien kommt es zu Spannungen zwischen beiden; als Psyche von der Kutsche steigt, um sich um die von Freiherrn von Zedlitz malträtierten Pferde zu kümmern, wirft dieser die Zügel absichtlich oder unbedacht gegen eines der Pferde. Das Pferd geht durch und Psyche wird von der Kutsche überrollt. Sie ist sofort tot.
Erzähler am Ende des Films kommentieren, es sei unklar, ob es sich um einen Unfall oder den Mord eines eifersüchtigen Ehemanns gehandelt habe – und ob Psyche überhaupt gestorben sei.

## Handlung im Detail
Dieser Abschnitt schildert die Handlung von Narziss und Psyche im Einzelnen, um ein Nachschlagen der vielfältigen Querbezüge zu ermöglichen. Einen Überblick über die wesentlichen Handlungsstränge gibt der Abschnitt Handlung im Überblick.
Die folgende Inhaltsangabe bezieht sich auf die vollständige Fassung von Narziss und Psyche. Bis auf die ergänzte erste, vorletzte und letzte Überschrift entsprechen die gliedernden Zwischenüberschriften exakt den in den Film eingeblendeten. Die Orte der Handlung lassen sich auf der Karte im Abschnitt Schauplätze, der zeitliche Ablauf des Geschehens lässt sich anhand der Tabelle im Abschnitt Zeitlicher Verlauf nachvollziehen. Die Periode der ungarischen Geschichte, auf die der Film während der Geschehnisse in Pressburg vielfach Bezug nimmt, erläutert der Abschnitt Geschichtlicher Hintergrund. 

### Der Mythos
An einem aus der Zeit gefallenen Ort – den Innenräumen eines hochherrschaftlichen Gebäudes, doch mit einer Wiese als Boden – erzählen viele Personen, die kommen und gehen, die Vorgeschichte der Handlung, die auf diese Weise als Mythos (=  „Erzählung“) charakterisiert wird. Der erste Erzähler ist der große ungarische Dichter Ferencz Kazinczy.
Erzsébet Mária Psyche Lónyay, im Folgenden kurz Psyche, wurde 1795 in Nagylónya geboren. Ihr Vater war der reiche Adlige János Lónyay  aus dem ungarischen Adelsgeschlecht der Lónyay. Ihre Mutter, Borcsa Nyiri, war die uneheliche Tochter einer Nachfahrin des Roma-Königs Sindel; sie wurde vom Grafen Mailáth adoptiert und damit zur Gräfin Borbála Mailáth.

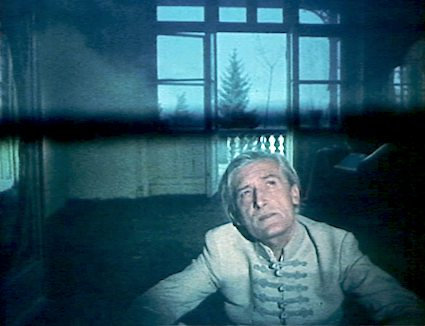
Der Dichter Ferencz Kazinczy erinnert Psyches Leben.

Schon von ihrer Abstammung her passt Psyche also in kein gesellschaftliches Raster. Einerseits ist sie Adlige, andererseits gehört sie einer als unstet gebrandmarkten Minderheit an, ist innerhalb dieser Minderheit aber wiederum Nachfahrin eines Königs.
1798, als Psyche drei Jahre alt war, hielt sich der in ganz Europa bekannte Roma-Violinist János Bihari zu Besuch in Nagylónya auf. Psyches Mutter, selbst leidenschaftliche Musikerin, verliebte sich in ihn, verließ ihren Mann und folgte ihm mit ihrer Tochter Psyche zu seinen Verwandten in eine Roma-Kolonie bei Mischkolz. Dort verbrachte Psyche ihre Kindheit. Als ihre Mutter starb, wurde sie, da János Bihari ständig im Ausland gastierte, von Verwandten und anderen Bewohnern der Kolonie erzogen. Hierzu gehörte auch László Ungvárnémeti Tóth, der sieben Jahre ältere Enkelsohn eines Schusters aus Mischkolz und Sohn eines Pfarrers, wegen seines Hangs zur Selbstliebe und nach dem Drama, das er dereinst verfassen sollte, Narziss genannt. Er brachte ihr Lesen, Schreiben und später die Dichtkunst bei und wurde damit zur großen Liebe ihres Lebens.
Auf Verfügung von József Graf Dessewffy, Psyches Onkel und Vormund, musste Psyche schließlich die klösterliche höhere Töchterschule der Dominikanerinnen in Regensburg besuchen, eine für sie alptraumhafte Erfahrung. 1809, als sie 14 Jahre alt war und ihr leiblicher Vater starb , wurde sie von ihrer älteren und bereits verheirateten Schwester Anna Urania Erato Lónyay, genannt Ninon, auf deren Gutshof in Tállya im nordungarischen Hegyalja geholt, wo sie die verbleibenden Jahre ihrer Jugend verbrachte.

### Jahre inHegyalja

#### Tállya

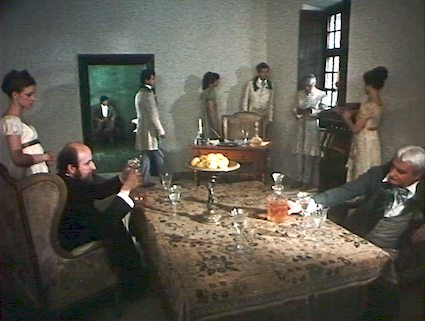
In Bányácska treffen sich Künstler und Intellektuelle.

Psyche ist zu einer unwiderstehlich schönen jungen Frau und begabten Dichterin herangewachsen. Mit ihrem Freier, István Graf Terek, ist sie in einer Pferdekutsche auf dem Weg zu dessen Mutter. Da Graf Terek ihr aber unbeholfene Liebesgedichte geschrieben hat, lenkt, um ihn mit wahrem Kunstverstand zu konfrontieren, Psyche die Fahrt spontan nach Bányácska um, wo sich ein illustrer Zirkel aus Künstlern und Intellektuellen, Adel und Klerus um ihren Onkel József Graf Dessewffy und den mit ihm eng befreundeten Dichter Ferencz Kazinczy trifft.

#### Bányácska

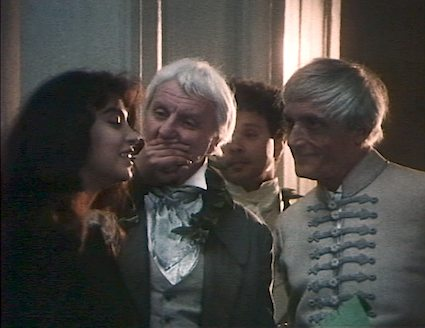
Psyche rezitiert Das Ideal. Rechts neben ihr ihr Onkel József Graf Dessewffy und der Dichter Ferencz Kazinczy.

Graf Terek trägt den peinlich berührten Anwesenden zwei seiner grobschlächtigen Liebesgedichte an Psyche vor. Als Reaktion darauf preist Graf Dessewffy Psyches Dichtkunst und rezitiert ein schwärmerisches Liebesgedicht von ihr (Az Ideal, „Das Ideal“), das er stets bei sich trägt. Auch Kazinczy gesteht daraufhin seufzend, sein Gedicht Az én Sugallóm („Der Quell meiner Verse“) handele von Psyche.
Während sich die alten Herren an Psyches erotischer Aura berauschen, verführt Psyche im Nebenraum aus Rebellion vor den Augen des völlig schockierten Grafen Terek den jungen Nikolaus Freiherrn Wesselényi. Der sträubt sich zunächst, weil er fürchtet, mit der Keuschheit auch seine Kampfeskraft zu verlieren, macht nach der sexuellen Erfahrung Psyche aber sofort einen Heiratsantrag. Psyche weist ihn zurück und erklärt, sie lehne die Ehe ab, da sie sie ihrer Freiheit beraube.

#### Tállya

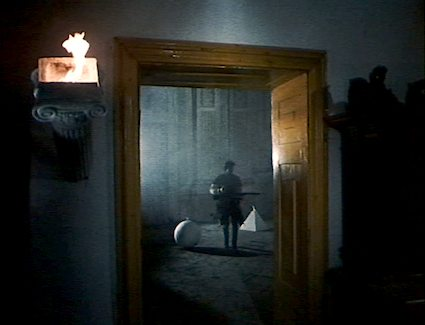
Psyches Schwager herrscht mit Gewalt in seinem Haus.

Nach Hause zurückgekehrt, wird Psyche einfühlsam von ihrem (Adoptiv-)Cousin Josó Mailáth umworben, erlebt zugleich aber hautnah die gewalttätige Ehe und trostlose Sexualität ihrer Schwester Ninon und ihres Schwagers Gaston Haller mit und ist auch vor sexuellen Übergriffen ihres Schwagers nicht sicher. Wie schon oft zuvor, flieht sie nach Réde , wo Narziss währenddessen Hauslehrer bei der reichen Adelsfamilie Rhédey ist.

#### Réde

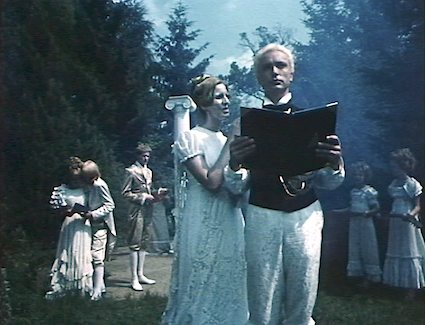
Narziss ist der Hauslehrer der Rhédeys, umworben von deren Tochter Klárcsa.

Als Hauslehrer und Poet, der seine ärmliche Herkunft hinter sich lassen will und nach Höherem strebt, wird Narziss von vielen jungen Frauen umschwärmt, darunter auch Klárcsa, der Tochter der Rhédeys. Doch er selbst hat nur Augen für Psyche.
Als sie diesmal ankommt, muss er ihr aber beichten, an Syphilis erkrankt zu sein, die er sich zuzog, als er zur Feier seiner Zulassung zum Theologiestudium eine Roma-Prostituierte aufgesucht hatte. Psyche ist tief verletzt, dass es ihn nach einer „anderen Zigeunerin gelüstet“ hat, während er ihre Verführungsversuche immer zurückwies. Narziss entgegnet, sie zu berühren, hätte er nie gewagt, schließlich würde er sie lieben und sie sei noch ein Kind. Psyche weist ihn zurecht, sie sei kein Kind, sondern seine Mutter, die ihn vorbehaltlos nähre, wenn er hungrig sei.
Narziss wechselt das Thema und berichtet, dass er das Hauptwerk seines Lebens vollendet habe: eine auf dem Mythos von Narziss und Echo basierende Verstragödie in klassizistischem Stil mit dem Titel Narziss, angesiedelt im griechischen Tempe-Tal.

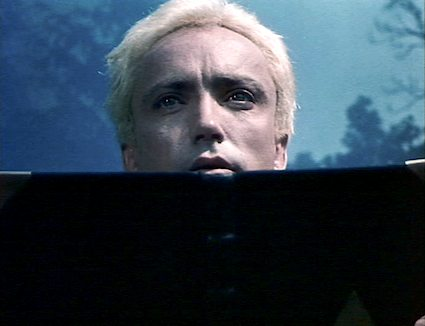
Narziss liest aus seiner soeben vollendeten Tragödie Narziss.

Eine kurze Lesung aus dem Stück bricht Narziss aber bald ab, da Psyche plötzlich mit Zwischenblutungen zu kämpfen hat. Sie berichtet ihm, dass sie ihrerseits unter Metrorrhagie leidet, seit ihr Schwager Gaston Haller sie vergewaltigte und später mit Schlägen auf ihren Bauch ihr Kind abtrieb.
Narziss und Psyche beschließen, dass Narziss nach Pest geht, um sich dort selbst kurieren zu lassen und um einen Arzt für Psyche zu finden.

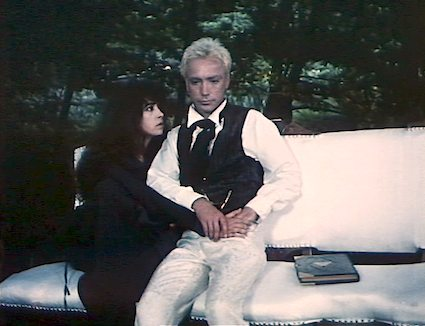
Narziss und Psyche hoffen, in Budapest Ärzte für beider Leiden zu finden.

Als Psyche wieder in Tállya ankommt, warten aber bereits Dominikanerinnen in einer Kutsche auf sie, die sie gegen ihren Willen erneut ins Kloster nach Regensburg bringen. Ihrem Schwager Gaston Haller war ihre sexuelle Selbständigkeit unheimlich geworden, ihre Schwester Ninon wollte sich der jüngeren vermeintlichen Konkurrentin entledigen.

### Jahre der Irrfahrt

#### Erlau

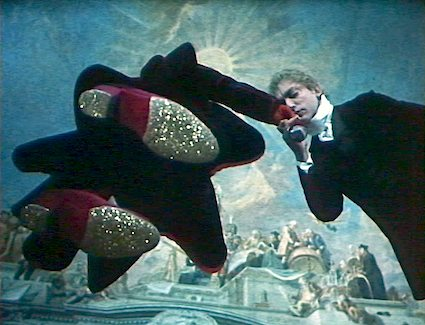
Narziss erhält von István Fischer, dem Erzbischof von Erlau, ein Stipendium.

Narziss, der sich innerlich völlig von der christlichen Religion gelöst hat und „alleine an die ästhetische und historische Autorität der griechisch-lateinischen Götter“ glaubt, ist pro forma zum katholischen Glauben konvertiert, um von dem Erzbischof von Erlau, István Fischer, ein Stipendium für ein Studium in Pest zu erhalten. Bei der Übergabe des Geldes erwähnt der Erzbischof, dass sich auch die Kirche der Notwendigkeit der Leichenöffnung nicht mehr verschließen könne, akzeptiert damit das neuzeitlich-naturwissenschaftliche Verständnis vom Körper als Maschine und lenkt den Blick von Narziss auf die Medizin.

#### Österreich
Nachdem Psyches Vater von ihrer Mutter verlassen worden war, hatte er in zweiter Ehe Charlotte Gräfin Neipperg-Montenuovo geheiratet. Die Dominikanerinnen gestatten Psyche, die Reise nach Regensburg in Wien im Hause ihrer Stiefmutter zu unterbrechen. Dort lernt Psyche den auf einem Fuß hinkenden Adligen Maximilian Freiherrn von Zedlitz kennen. Freiherr von Zedlitz ist Freimaurer, Wissenschaftler aus Liebhaberei und ein Verwandter des Kant-Förderers Karl Abraham Freiherr von Zedlitz, mithin der Inbegriff nüchterner, aufgeklärter Vernunft.

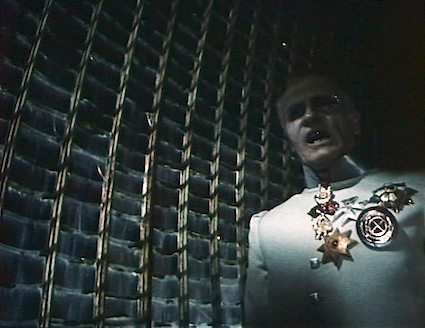
Den Polizeiminister lässt Psyche abblitzen.

Als Psyche Monate später das Klosterleben nicht mehr ertragen kann, bittet sie Freiherrn von Zedlitz in einem Brief um Hilfe und schreibt ihm, er könne sich damit ihre Dankbarkeit verdienen. Freiherr von Zedlitz erscheint darauf mit einer Truppe von Leuten, die sich selbstironisch „böotische Schweine“ nennen, vor dem Kloster in Regensburg und bittet Psyche als seine Verlobte aus.
Die befreite Psyche führt Freiherr von Zedlitz aus auf einen Wiener Ball. Die Stimmung ist ausgelassen, da soeben Napoleon besiegt wurde. Freiherr von Zedlitz macht deutlich, dass er die Verlobung mit Psyche ernst meint und nicht nur als einen Trick zu ihrer Befreiung betrachtet. Psyche will davon aber nichts wissen und stürzt sich ins Ballgetümmel, wo sie sich der Zudringlichkeit des Polizeiministers mit einer Ohrfeige erwehren muss.
Die Tage darauf flirtet sie in Wien mit einem jungen Erzherzog aus Lothringen, der ihr sogleich einen Heiratsantrag macht. Beides – der von der Familie des Erzherzogs nicht geduldete Flirt und die Ohrfeige für den Polizeiminister – führen schließlich dazu, dass Psyche der Stadt Wien verwiesen wird.

#### Eine Postkutschen-Station

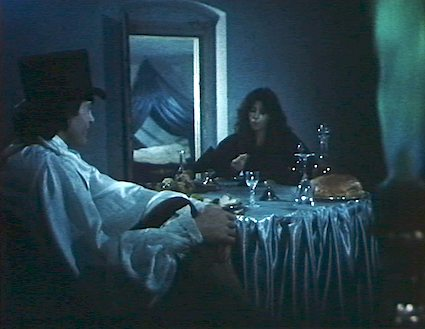
Psyche isst mit Freiherrn von Zedlitz zu Abend.

An der Stadtgrenze ausgesetzt, wird Psyche von Freiherrn von Zedlitz aufgelesen, der ihr gefolgt war. Sie nehmen sich ein Zimmer in der nahegelegenen Postkutschen-Station. Erneut sprich Freiherr von Zedlitz von seiner Heiratsabsicht, doch Psyche erklärt ihm, dass sie die Institution der Ehe und die damit verbundene Frauenrolle grundsätzlich ablehne, und zudem, dass sie eine große Liebe habe, Narziss (dessen Namen sie aber nicht erwähnt). Danach verbringen beide eine erfüllende Liebesnacht. Früh am nächsten Morgen, während Freiherr von Zedlitz noch schläft, bricht Psyche mit einer Postkutsche zu Narziss nach Pest auf.

#### Pest-Buda

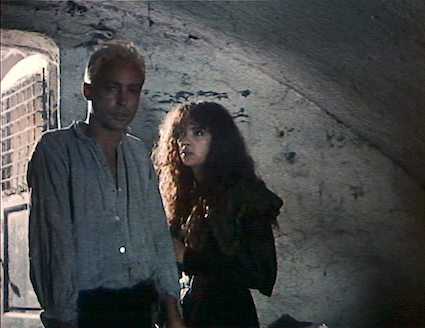
Psyche findet Narziss in Pest in einer ärmlichen Behausung.

Narziss lebt in Pest in ärmlichsten Verhältnissen und ist zum Medizinstudium gewechselt, denn „die Götter des Olymps krönen heute nicht mehr das Dichten, sondern nur noch das Wissen“. Nur bisweilen schreibt er noch Epigramme, die seine naturwissenschaftlichen Erfahrungen verarbeiten (Az Ember Alkatja („Die Hülle des Menschen“), Az Igazság („Die Wahrheit“)).

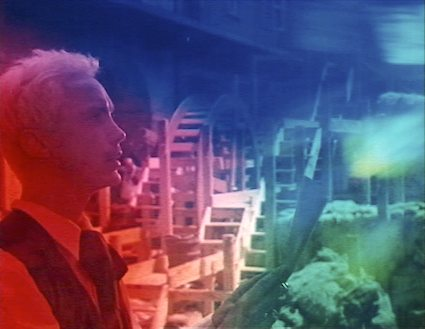
Narziss rezitiert sein Gedicht Die Wahrheit, das die Lichtbrechung mit der gebrochenen Wahrnehmung der Wirklichkeit parallelisiert. Von da an tauchen in dem Film immer wieder Bilder in Falschfarben auf.

Das Verhältnis zwischen Narziss und Psyche ist angespannt. Nach der Rückkehr von einem mit seinen Studienkollegen Fidél Filippovics und Márton „Marci“ Vass gemeinsam besuchten Ball reagiert Narziss abwechselnd eifersüchtig auf Psyches Flirts mit anderen Männern oder will mit ihr schlafen, was sie unter Verweis auf seine Syphilis ablehnt. Psyche wiederum ist befremdet von Narziss’ medizinischen Lehrbüchern, die versuchen, Menschen nach kruden Erscheinungsmerkmalen zu sortieren. Beim Besuch eines Pferderennens streiten sich die beiden öffentlich über Reinheit und Sinnlichkeit in der Poesie.

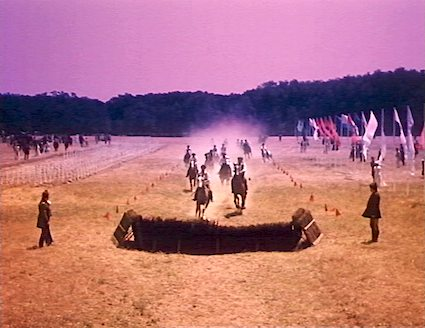
Auf einem Pferderennen lernt Psyche den jungen Oppositionellen Zoltán Lovászi kennen und folgt ihm nach Pressburg.

Narziss nimmt Psyche mit zu einem seiner Medizinprofessoren, dem er von Psyches Zwischenblutungen erzählt hat. Psyche hat große Angst vor den unheimlichen und martialischen medizinischen Apparaturen, aber Professor Silver  findet einen Polypen und entfernt ihn erfolgreich.
Bei einem Treffen in Narziss’ Wohnstätte berichten Fidél Filippovics und Márton Vass von den Vorbereitungen zum Ständetag in Pressburg, auf dem wichtige ungarische Reformvorhaben debattiert werden sollen. Besonders beeindruckt Márton Vass dabei der Reformeifer von Nikolaus Freiherrn Wesselényi, familiär „Baron Mika“ genannt. Als Psyche sich näher nach ihm erkundigt, wird deutlich, dass sie mit ihm (in Bányácska) eine Affäre hatte, was Narziss erneut verärgert.
Psyche besucht nochmals ein Pferderennen, zu dieser Zeit ein beliebter Treffpunkt ungarischer Reformanhänger. Dort hat sie zuvor den jungen, heißblütig in sie verliebten Oppositionellen Zoltán Lovászi kennengelernt und vereinbart nun, ihm nach Pressburg zu folgen.

#### Pressburg
In der Wohnung von Lovászi debattieren Mitglieder eines Pressburger Oppositionellenvereins einen Katalog politischer Forderungen. Psyche stößt hinzu. Nachdem die anderen gegangen sind, weist Lovászi Psyche sorgenvoll darauf hin, dass ihr Onkel, Graf Dessewffy, ein erklärter Gegner der Reformbestrebungen ist.
Ein Mitglied des Oppositionellenvereins, Ferdinánd Kosztolányi, ist ebenfalls an Psyche interessiert und nimmt sie mit in ein Kasino, einen Oppositionellen-Treffpunkt. Lovászi ist darüber äußerst verärgert. Psyche erfährt auf Nachfrage, dass das Kasino traditionell nur Männern vorbehalten ist, setzt sich aber darüber hinweg und bleibt. Das nutzt Kosztolányi wenig später, als sich alle anderen in einen Hinterraum zur Debatte zurückgezogen haben, und versucht, sie zu vergewaltigen, scheitert aber kläglich an seiner Impotenz. Da Psyches Kleid dabei zerreißt, legt er ihr anschließend provisorisch die Jacke eines anderen männlichen Kasinobesuchers um und befindet, sie sähe darin wie ein wahrhaftiger Protokollant im Ständetag aus.
Das inspiriert Psyche, sich die Haare kurz zu schneiden, Männerkleidung zu tragen und tatsächlich eine Stelle als Protokollant im Ständetag anzutreten.

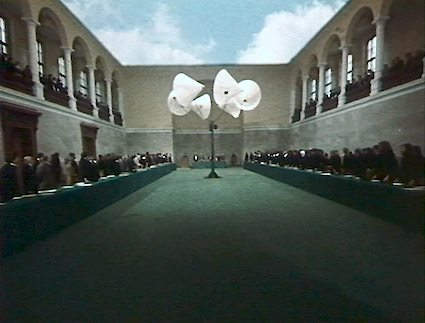
Der Ständetag in Pressburg.

Im Ständetag werden einerseits die anstehenden Reformvorhaben debattiert; der Gesandte das Adels aus Neutra macht Zugeständnisse bei der Steuerpflichtigkeit des Adels, lehnt aber die Abschaffung weiterer adliger Privilegien entschieden ab und redet das Reformziel einer besseren Verkehrsinfrastruktur durch den Bau von Brücken über die Donau klein.
Andererseits geht es um die Haltung Ungarns zum Novemberaufstand, in dem Polen für seine nationale Unabhängigkeit kämpft. Der Gesandte aus Gran, der den alten Institutionen wie dem Adelsstand mehr Ordnungsmacht zubilligt als den gerade überall in Europa entstehenden Nationalstaaten, führt aus, die Geschichte zeige nun einmal, dass Nationen erscheinen und wieder verschwinden würden. Dagegen wendet sich ein anderer Gesandter mit dem Hinweis, daraus lasse sich aber nicht ableiten, einer Nation die Unterstützung zu versagen, die gerade um ihre Existenz kämpft. Dafür erntet er jubelnden Beifall im Publikum des Ständetags; auch Psyche stimmt zu.
An ihre Grenzen als „Mann“ stößt Psyche, als sie anschließend beim Start eines Heißluftballons – als Feier des technischen Fortschritts – im Hof des Ständetages helfen will; dies untersagen ihr die anderen Beteiligten mit dem Hinweis, sie sei kein Mann und besitze nicht die erforderliche körperliche Kraft.

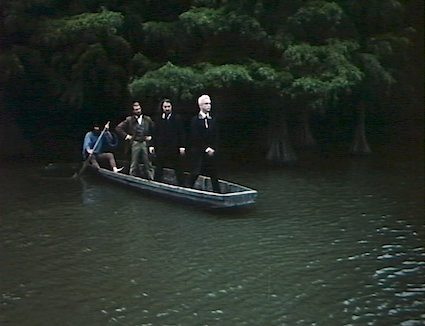
Narziss trifft sich mit einem Theaterdirektor, doch seine Tragödie wird als zu unpatriotisch abgelehnt.

Narziss hat zu dieser Zeit ein Treffen mit einem Theaterdirektor, bei dem es um die Aufführung seines Stückes Narziss geht. Der Theaterdirektor zeigt sich zwar tief beeindruckt von dem Stück, meint aber, es würde im Moment weder Geldgeber noch Publikum finden, da es keine nationalen Themen behandele. Seinen Vorschlag, die griechischen Götter in dem Stück durch ungarische Nationalhelden wie Árpád zu ersetzen, weist Narziss empört zurück.

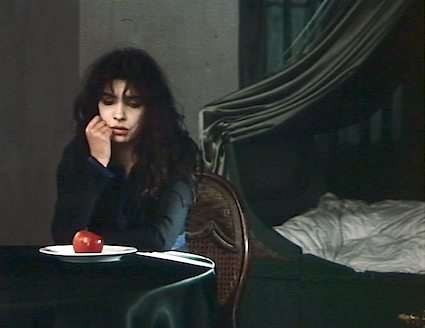
Psyche vor der Geburt ihres Kindes.

In Pressburg hat sich derweil die Lage verdüstert. Wie von Graf Dessewffy angekündigt, hat die Regierung begonnen, das Kasino zu schließen und die Oppositionellen zu verfolgen. Psyche berichtet Ferdinánd Kosztolányi, dass Zoltán Lovászi bereits verhaftet wurde, und um ihm und den anderen zu helfen, habe sie ihrem Onkel Graf Dessewffy gebeichtet, sie sei von einem der Oppositionellen schwanger, könne aber nicht genau sagen, von wem. Das habe jedoch lediglich dazu geführt, dass Graf Dessewffy forderte, sie möge ihr Kind in einem abgelegenen Anwesen von ihm in Oberungarn zur Welt bringen und ihm die Erziehung überlassen. Kurz nach dem Gespräch wird Kosztolányi von einem Soldaten erschossen; Psyche kann im letzten Moment aus Pressburg fliehen. Auf dem Weg nach Oberungarn begegnet sie noch einmal einem der Oppositionellen, János , der im Auftrag der Regierung den mittlerweile vollkommen erblindeten Nikolaus Freiherrn Wesselényi (der im Gegensatz zu Psyche tatsächlich um Jahrzehnte gealtert ist) in die politische Verbannung nach Österreich geleitet. János berichtet auch, dass Zoltán Lovászi nie mehr aus dem Gefängnis freikommen wird und dort psychisch zusammengebrochen ist. Das schreckliche Ende gleich zwei ihrer ehemaligen Geliebten trifft Psyche tief.
Wie geplant bringt Psyche ihr Kind in Oberungarn zur Welt. Ein Fremder entreißt ihr im Auftrag von Graf Dessewffy das Kind unmittelbar nach der Geburt; Psyche erfährt nicht einmal sein Geschlecht.
Derweil trifft sich Freiherr von Zedlitz mit Narziss und klagt, Psyche nicht auffinden zu können. Die Ehe sei ihm egal, aber er wolle Kinder mit ihr. Er setzt eine Belohnung aus für denjenigen, der ihm Psyches Aufenthaltsort mitteilt.

#### Kaschau

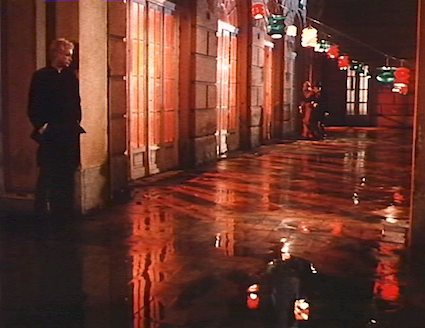
Narziss sucht nach Psyche.

Nach dem traumatischen Ende ihrer Zeit in Pressburg lebt Psyche völlig zurückgezogen in Kaschau und ernährt sich als Schneiderin. Eines Tages schwärmen ihr drei ihrer Kundinnen von einem bald stattfindenden Ball vor, auf dem auch ein sagenumwobener Hauptmann zugegen sein soll, den alle Frauen begehren. Psyche ringt mit sich und beschließt am Ende, trotz Angst vor dieser Entscheidung, auf den Ball zu gehen. Prompt versucht der Hauptmann, der in der Schlacht bei Königgrätz sechs preußische Soldaten gefangen nehmen konnte und daher als Held gilt, mit Psyche anzubändeln. Als er zudringlich wird und Psyche küssen will, flieht diese in den Garten und trifft dort auf Narziss, der auf der Suche nach ihr ist.

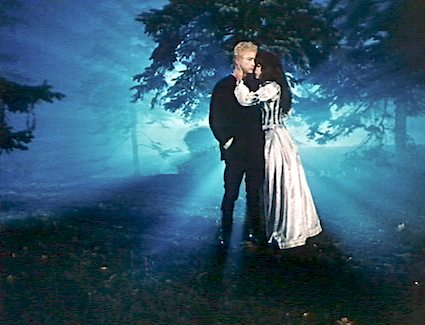
Narziss und Psyche finden und verlieren sich.

Psyche ist überglücklich, in ihrem mittlerweile so traurigen Leben ihre große Liebe wieder zu treffen, und ein letztes Mal scheint es einen Moment zu geben, in dem die beiden Liebenden sich finden könnten. Psyche meint zu Narziss, ihn habe der Himmel geschickt, doch Narziss entgegnet, der „Himmel liebt nur sich selbst“. Er ist grob und abweisend zu Psyche und sagt ihr, er habe sie bloß wegen der von Freiherrn von Zedlitz ausgesetzten Belohnung ausfindig gemacht. In der für ihn typischen Ambivalenz fügt er zwar hinzu, von dem Geld könne er sich von der Syphilis kurieren lassen und seine Studien beenden und wäre dann endlich zu einer standesgemäßen Heirat mit ihr in der Lage, tut aber auch das in einer erneuten Wendung sogleich wieder als Hochzeit aus reinem Karrierekalkül ab. Erst als er Psyche so verletzt hat, dass sie weinend davonrennt, begreift er, was er getan hat, und beginnt laut rufend nach ihr zu suchen. Auch Psyche ruft nach ihm, doch in einem Wald voller Nebel können sich beide nicht mehr finden. Als Narziss die Suche schließlich aufgibt, beugt er sich kauernd über ein Gewässer, sieht sein Spiegelbild und flüstert: „Narziss …“

### Frauenjahre

#### Kramow

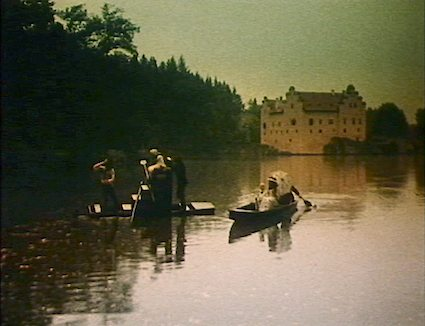
Psyche mit ihren Kindern auf einem See des Zedlitz’schen Anwesens in Kramow.

Mit Narziss’ Hilfe findet Maximilian Freiherr von Zedlitz Psyche wieder und hält erneut um ihre Hand an. Diesmal lehnt Psyche nicht mehr ab, beide heiraten und ziehen auf den Familiensitz im böhmisch-schlesischen Kramow . Psyche bringt zwei Kinder zur Welt, das Mädchen Marie und den Jungen Max. Obwohl Freiherr von Zedlitz Psyche ausdrücklich eine in jeder Hinsicht freie Ehe versprach, verlässt Psyche in den ersten gemeinsamen Jahren das Gut Zedlitz kein einziges Mal und widmet sich ausschließlich der Familie; Gedichte schreibt sie kaum noch.

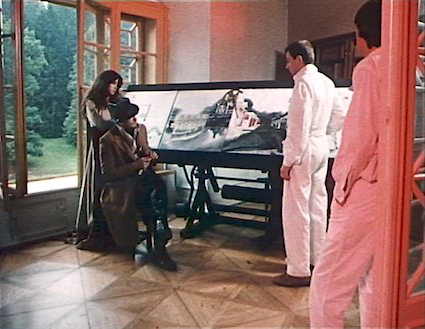
Freiherr von Zedlitz plant eine neue Arbeitersiedlung.

Eine wesentliche Einnahmequelle der Zedlitz’schen Ländereien ist ein Bergwerk. Die Lebensbedingungen der Bergleute versucht Freiherr von Zedlitz entsprechend seinem aufgeklärt-nüchternen Geist zu verbessern. Er lässt neue Bergarbeitersiedlungen bauen, die nicht schön, sondern bewusst gleichförmig gehalten sind, um ein standardisiertes Lebensniveau gewährleisten zu können. Er inspiziert die Gesundheit der Bergleute und zieht, wo nötig, Zähne oder lässt Kranke inhalieren. Und er gestattet Professor Lorenz Ochsendorff, die Köpfe besonders interessanter „Exemplare“ der Bergleute mit Hilfe eigentümlicher geometrischer Gerätschaften zu vermessen und zu katalogisieren, auch wenn er sich selbst über den Sinn solcher Untersuchungen im Unklaren ist.

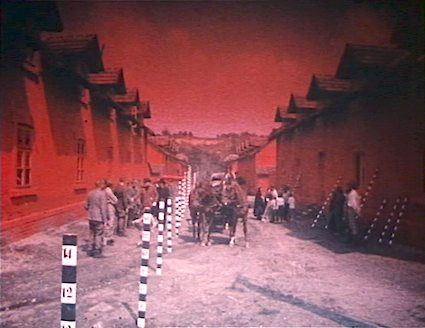
Die Arbeitersiedlung ist trostlos …
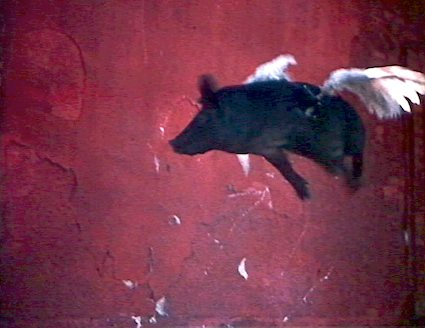
… aber mit den Augen der Kinder in der Siedlung sieht Psyche ein Schwein von dannen fliegen.

Psyche ist befremdet von dieser Welt, in der Sinnlichkeit und Phantasie keinen Platz haben. Als sich einer der Patienten von Freiherrn von Zedlitz über seine „unnütze, drehkranke“ Enkelin Ilse  beschwert, die eine begabte junge Tänzerin ist, beschließt Psyche, Ilse mit sich zu nehmen. Auch sonst gehört ihr Blick den Kindern, die selbst in dieser trostlos auf Nutzen getrimmten Umgebung noch spielen können; mit den Augen der Kinder sieht sie ein aus einem Stall entlassenes Schwein mit seinen eigenen Flügeln in den Himmel fliegen.

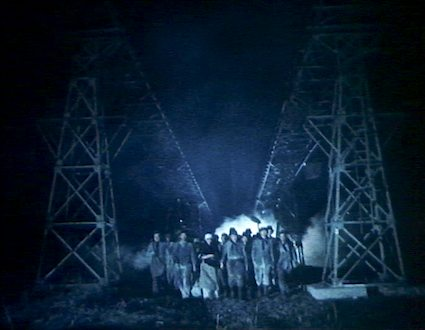
Narziss meint, den durch die Arbeitsbelastung deformierten Körpern der Menschen …
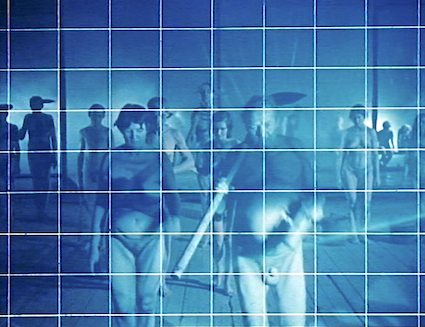
… die Züchtung eines neuen Menschen entgegenstellen zu müssen.

Auf Gut Zedlitz zurückgekehrt, erreicht Psyche ein Brief von Narziss, der von ihrer Hochzeit erfahren hat und aufgrund dieser Nachricht völlig zusammengebrochen ist. Narziss berichtet, dass er nun, da es zu spät ist, erst begreift, was er verloren hat. Tagelang sei er in Pest umhergeirrt und am Ende an die Orte ihrer gemeinsamen Kindheit in die Roma-Kolonie bei Mischkolz zurückgekehrt. Dort, auf „Irrfahrten […] durch die Landschaften der versengten Vergangenheit“, sei ihm plötzlich die Bestimmung seines Lebens aufgegangen, in der er seine künstlerischen und naturwissenschaftlichen Fähigkeiten würde gleichermaßen zur Geltung bringen können: Die Trostlosigkeit der industriellen Epoche, die Zerstörung der Natur, all dies sei Resultat einer völlig chaotischen, ungesteuerten Vermehrung der Menschen. Er, der aufgrund seiner Syphilis außerhalb des Vermehrungskreislaufs stehe, könne diesen Zusammenhang durchblicken und müsse nun „das System […] schaffen, durch dessen Einführung die Staaten die Zuchtreihen ihrer Bürger endlich kontrollieren können“. Da Wien für Wissenschaftler der geeignetere Ort sei, fahre er von Mischkolz direkt dorthin und kehre gar nicht mehr nach Pest zurück. Wenn sie schon nicht geheiratet hätten, so hoffe er, Narziss, jetzt auf ihre, Psyches, finanzielle Unterstützung für dieses Projekt.
Psyche und Freiherr von Zedlitz beschließen, Ilse eine Tanzausbildung in Wien angedeihen zu lassen. Psyche bringt Ilse nach Wien und kann auf diese Weise auch Narziss dort treffen.

#### Wien

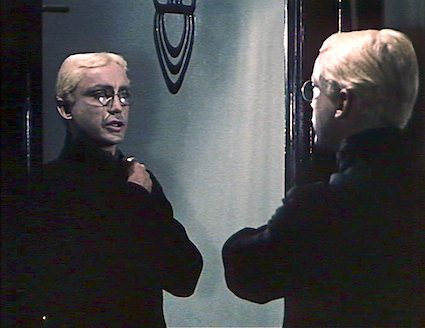
Narziss träumt von einer wissenschaftlichen Karriere in Deutschland.

Narziss lebt in Wien gemeinsam mit seiner Haushälterin Klára . Als Psyche ihn zusammen mit Ilse dort besucht, gibt Narziss den cartesianischen Zweifler, dessen Sinnesorgane ihm zwar die Gegenwart Psyches vorspiegeln, deren tatsächliche Existenz dadurch aber nicht gewiss sei. „Nichts existiert … nur ich … und die Zellen meines denkenden Gehirns.“ Später kommentiert er dieses Verhalten damit, dass er auch in Wien an die Grenzen der gebotenen Möglichkeiten stoße, und bittet Psyche, Freiherr von Zedlitz solle Professor Ochsendorff als Förderer für seine Studie Die Rolle des Individuums in der Perfektion des Schicksals gewinnen. Danach phantasiert Narziss erneut, nach Erreichen seiner wissenschaftlichen Ziele Psyche standesgemäß zur Frau nehmen zu können. Psyche gibt ihm Geld und geht.
Zu Hause in Kramow bemüht sich Psyche mit wenig Erfolg um die Aufmerksamkeit von Freiherrn von Zedlitz und Professor Ochsendorff für Narziss’ Studie und betont, in ihr würde man gerade auch von der poetischen Behandlung des Themas ergriffen. Doch das beeindruckt Professor Ochsendorff wenig, denn „die Welt kann nicht mehr von der Poesie leben“, und auch Freiherr von Zedlitz wünscht die „fixen Ideen“ „zum Teufel“, wenngleich er Psyche zuliebe später von Narziss halbherzig als von einem großen Talent spricht. Psyche meint zudem (zu Recht), in Professor Ochsendorff einen Geistlichen aus dem Zirkel um Graf Dessewffy in Bányácska wiederzuerkennen, aber Freiherr von Zedlitz findet die Vorstellung abwegig, ein ehemaliger „Mensch der Seele“ würde nun Messungen an Menschen im Stile von Professor Ochsendorff vornehmen. Zwischen Freiherrn von Zedlitz und Psyche kommt es wegen Narziss zu zunehmenden Spannungen, doch als Psyche ihn an die ihr versprochene Freiheit in der Ehe erinnert und daran, mit Narziss wegen dessen Syphilis ohnehin nicht schlafen zu können, entschuldigt sich Freiherr von Zedlitz für seine Eifersucht und beide verbringen eine innige Liebesnacht.

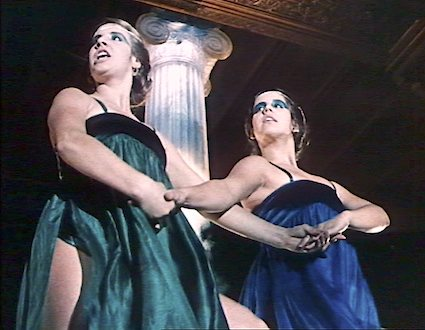
Narziss’ Tragödie wird von einem Wiener Variete als vulgäres Spektakel inszeniert.

In Wien wird Narziss von Theaterdirektor Rinnlinger aufgesucht, der Narziss für sein Varietétheater als Narziss und Echo ins Deutsche umschreiben und vertonen lassen möchte. Narziss reagiert auf die Anfrage zunächst mit hilflosem Unverständnis, sagt aber schließlich unter Kláras Druck aufgrund des gebotenen Honorars zu. Die Proben zu seinem zu einem vulgären Spektakel verunstalteten Stück, bei dem auch Ilse mittanzt, kann Narziss nur mit Alkohol ertragen; am Abend nach einer Probe beginnt er, völlig desillusioniert und betrunken, eine Beziehung mit Ilse.
In Kramow wird Freiherr von Zedlitz zunehmend von innerer Vereinsamung und Ängsten heimgesucht. Die nächtlichen Geräusche eines entlaufenen Fohlens deutet er als Einbruchsversuch und schreit seine gesamte Dienerschaft aus dem Bett. Bald darauf fahren Psyche und er ans Meer, und Freiherr von Zedlitz deutet an, er würde den Ozean gerne einmal überqueren. Psyche antwortet: „Sie suchen immer die Weite. Die Sterne … Das Meer … Wovor fliehen Sie denn?“
In Wien kommt es derweil nicht einmal zur Aufführung des so entstellten Narziss, denn vor der Premiere bricht der Erste Weltkrieg aus, und Rinnlinger reagiert, indem er stattdessen eine kriegsverherrlichende Revue aufs Programm setzt. Als Narziss Rinnlinger daraufhin mit einem Prozess droht, meint die Chansonette Ingrid , die die Rolle der Echo hätte singen sollen, nur: „Sie sollten der Weltgeschichte einen Prozess machen!“

### Jahre der Trennung

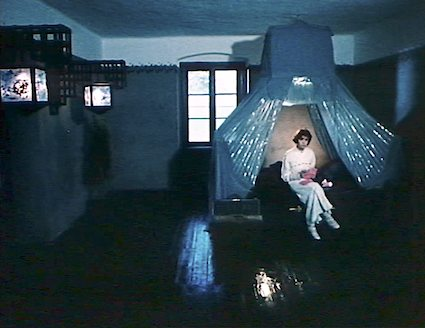
Bei ihrer Rückkehr nach Kriegsende findet Psyche einen Brief von Narziss aus Budapest vor.

Angesichts des Kriegsausbruchs setzt Freiherr von Zedlitz seinen Plan einer Ozeanüberquerung in die Tat um, und er und Psyche fahren nach Südamerika, wo sie das Kriegsende abwarten. Bei ihrer Rückkehr findet Freiherr von Zedlitz seine Ländereien in einem heruntergekommenen Zustand vor, und da er auch jede innere Beziehung zu ihnen verloren hat, beschließt er, seinen Besitz zu verkaufen und mit Psyche dauerhaft nach Amerika überzusiedeln, allerdings nach Nordamerika. Psyche hat derweil in ihrer Post einen Brief von Narziss aus Budapest gefunden und will sofort zu ihm eilen. 

#### Budapest
Narziss haust mit Ilse und Klára in einer leerstehenden Wohnung. Als Psyche eintrifft, ist er bereits vom Tode durch die Syphilis gezeichnet und dem Wahnsinn nah. Ein letztes Mal fleht er Psyche an, mit ihm zu schlafen. Ilse, die eine intime Beziehung mit Narziss hat, bestätigt Psyche, dass dessen Krankheit nicht mehr infiziert, aber Psyche, die selbst keinerlei Verlangen verspürt, zögert, ihm den Wunsch zu erfüllen. Narziss stirbt im Beisein Psyches; ob es noch zu dem sexuellen Kontakt kam, bleibt offen. Bei der Beerdigung wundert sich Klára, dass Psyche nicht weint, doch die entgegnet: „Meine Liebe ist Feuer, nicht Wasser. So leicht verlässt man mich nicht.“

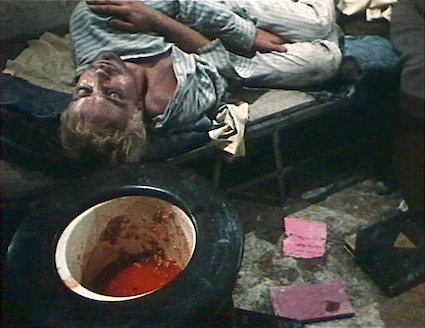
Als Psyche bei ihm eintrifft, ist Narziss bereits todkrank …
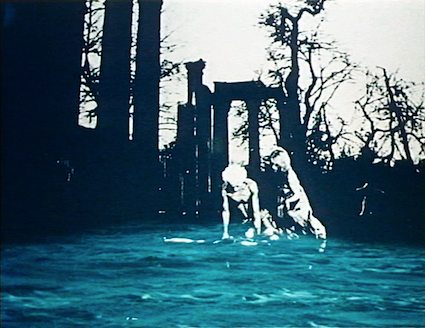
… und stirbt.

Psyches Ziel von nun an ist es, Narziss’ Vermächtnis, sein Stück Narziss, zu einer angemessenen Aufführung zu bringen.

#### Kramow

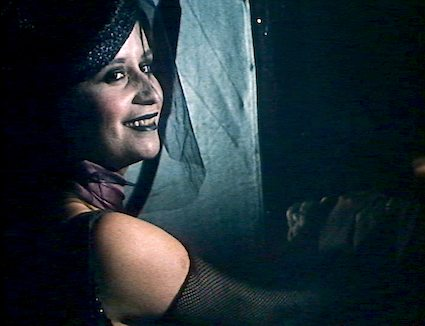
Melise Semlyén befindet sich im Kaufrausch.

Freiherr von Zedlitz veranstaltet einen großen Ball, auf dem seine beweglichen Besitztümer versteigert werden sollen. Die Veranstaltung gerät zu einer gespenstischen Abschiedsfeier von einer alten Epoche mit einem leeren Blick auf das, was kommt. Die neureiche Melise Semlyén befindet sich im Konsumrausch, der amerikanische Millionär Harold Scott erkundigt sich nach der Käuflichkeit von Adelstiteln, von Nähmaschinenfabrikant Baron Reithauser, im Krieg durch Waffenproduktion zu Vermögen und dem Titel „Baron“ gelangt, heißt es, Sigmund Freud habe ihm erklärt, er brauche dringend Profit, um seine Hemmungen abzubauen, Frau Doktor Knapitsch-Jaksche, Vorsitzende eines internationalen Frauenbundes, preist ihre selbstentworfenen Bridgekarten mit ungarischen Volkstrachten, und Korvettenkapitän Paul von Struwe ist indigniert, weil er die Uniformen all der im Krieg neu entstandenen Nationen nicht mehr auseinanderhalten kann.

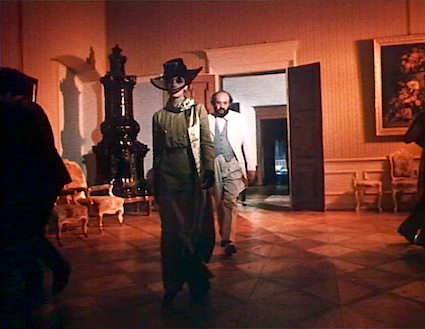
Psyche hat Professor Eberhard eingeladen in der Hoffnung, er werde Narziss aufführen.

Psyche hat an all dem Trubel kein Interesse; sie hat Professor Eberhard  zu sich bestellt, einen Wissenschaftler und Künstler mit einer zwielichtigen politischen Agenda, von dem sich Psyche gerade deshalb erhofft, er könne Narziss zur Aufführung bringen. Noch vor der Unterredung mit Psyche wird Professor Eberhard ans Telefon gerufen; am anderen Ende der Leitung warnt Adolf Hitler davor, „durch destruktive Elemente der Auflösung zu verfallen“ . Professor Eberhard unterbricht mehrfach mit „Ich verstehe nicht“, legt schließlich aber entnervt auf.

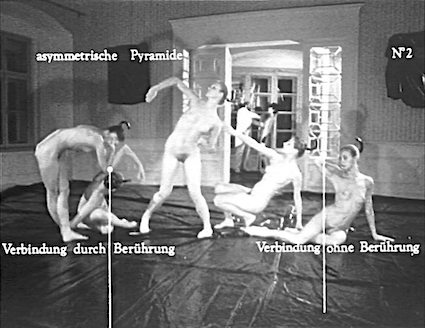
Professor Eberhard sieht Theater als Möglichkeit zur Gleichschaltung der „einfachen“ Menschen unter wissenschaftlichem Vorzeichen.

Psyche gegenüber erklärt Professor Eberhard, ihm sei selbst an einer Aufführung von Narziss gelegen, da dieses Stück vorzüglich geeignet sei, die „einfachen“ Menschen mit den Mitteln der Kunst gleichzuschalten, was besser wäre, als dies mit den Mitteln von Religion oder Politik zu tun. Freiherr von Zedlitz, der das Gespräch argwöhnisch belauscht hat, bietet an, einen Raum für eine entsprechende Demonstration frei zu räumen. Professor Eberhard wird erneut ans Telefon gerufen und sagt nun mehrfach „Ich verstehe“.

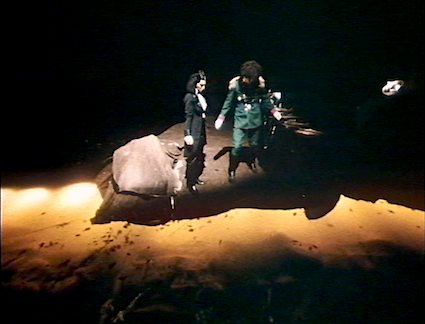
Nach einer langen Nacht löst sich unter Gästen des Abschiedsballs der Boden der alten Welt auf.

Ein rumänischer Offizier bittet Psyche hartnäckig zum Tanz; danach beginnt die Demonstration von Professor Eberhard, die sich als pseudowissenschaftlicher Körperkult, eine „Kollektivübung der Freien Körperkultur“, entpuppt: Eine Gruppe unbekleideter Tänzerinnen ordnet sich in dem leeren Raum zu Mantra-artigen psychologischen Sentenzen von Professor Eberhard in immer neuen geometrischen Arrangements. Mehr und mehr Ballgäste strömen herbei und beginnen sich wie in Trance ebenfalls auszuziehen. Sie werden von den Tänzerinnen in Freie gelockt und verlieren sich dort in der Dunkelheit.
Aus der Dunkelheit wird eine kauernde Gestalt erkennbar, die ihren Oberkörper entblößt und sich dann selbst in die Luft sprengt. An anderen Stellen Geländes erfolgen ähnliche Explosionen, bei denen man dieselbe Ursache vermuten kann. Nur der rumänische Offizier tanzt noch immer (voll bekleidet) mit einer Tanzpartnerin auf einem Stück des Ballgeländes, das nun allerdings in einem orange strahlenden Gewässer treibt.

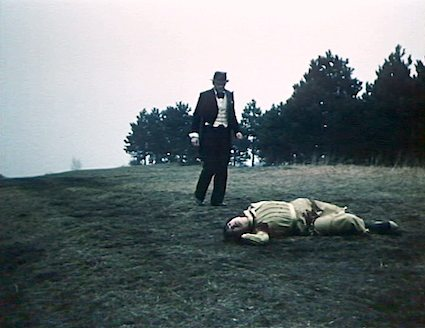
Psyche stirbt.

Allmählich wird es still und der Tag bricht an. Die Gäste kehren aus dem Freien zurück, kleiden sich wieder an, sprechen kurz über die todestrunkene, orgiastische Nacht und verabschieden sich.
Freiherr von Zedlitz will mit seiner Kutsche ein letztes Mal ausfahren. Es ist ein trüber Tag, und die Stimmung zwischen ihm und Psyche ist gereizt. Freiherr von Zedlitz redet von der Überfahrt in die USA, Psyche will in eine Stadt, wo Professor Eberhard Narziss aufführen kann. Als Freiherr von Zedlitz die Pferde wiederholt stark peitscht, verlangt Psyche anzuhalten, steigt aus und versorgt am Hals eines Pferdes eine blutende Wunde mit einer Salbe. In diesem Augenblick wirft Freiherr von Zedlitz die Zügel entnervt von sich; sie treffen ein Pferd, das daraufhin durchgeht. Psyche gerät unter die Kutsche und wird überrollt. Als Freiherr von Zedlitz die Kutsche zum Stehen bringt und zu ihr eilt, ist sie bereits tot.

### Die Gegenwart

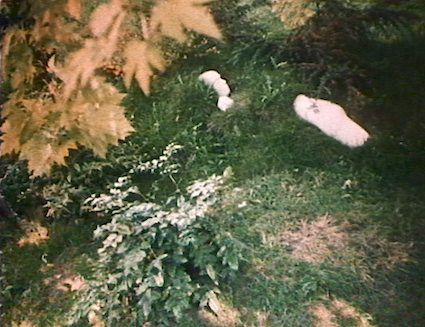
Psyches Leiche wird von der Vegetation überwuchert, doch sie ist nur eine Puppe.

Der Wechsel der Jahreszeiten lässt Psyches Leiche allmählich überwuchern und im Erdreich verschwinden. Bei dem Leichnam handelt es sich allerdings nur um eine Ankleidepuppe.
An dem aus der Zeit gefallenen Ort vom Filmbeginn treffen sich die Erzähler wieder und berichten von Psyches Ende. Es sei unklar, ob Psyches Tod ein Unfall gewesen sei oder die Tat eines eifersüchtigen Mannes. In jedem Fall wurde Freiherr von Zedlitz seines Lebens nicht mehr froh und folgte Psyche drei Jahre später in den Tod nach. Eine junge Frau sagt, ganz leise, es sei unklar, ob sie überhaupt gestorben seien.
Erneut sind die letzten Reste der Ankleidepuppe im Wechsel der Jahreszeiten zu sehen. Allmählich wird durch die entlaubten Bäume im Hintergrund ein Gebäude aus den 1970er Jahren erkennbar. Die Geschichte endet in der Gegenwart.

## Unterschiede zwischen den drei Filmfassungen
Narziss und Psyche liegt in drei unterschiedlich langen Fassungen vor. Die längste, vollständige Fassung des Films (von wenigen Sonderveranstaltungen abgesehen bislang nur in drei Teilen im ungarischen Fernsehen ausgestrahlt und auf DVD erhältlich) zeigt in der Mitte des Films ausführlich Psyches Erlebnisse in Pressburg zur Zeit des Ständetages und anschließend ihr zurückgezogenes Leben als Schneiderin in Kaschau. Diese Episoden werden in den beiden kürzeren Filmfassungen lediglich in wenigen Sätzen von Erzählern im Film beschrieben und mit wenigen Bildern illustriert.
Die beiden kürzeren Filmfassungen unterscheiden sich hingegen nicht durch ganze Handlungsstränge; vielmehr ist die kürzeste Fassung (die für den Export aus Ungarn bestimmt war) eine über den ganzen Film hinweg mehr oder weniger gleichmäßig (und teils bis zur Unverständlichkeit) ausgedünnte Variante der mittellangen (zweiteiligen) Fassung.
Die kürzeste und – später hinzugekommen – die mittellange Fassung liegen in Versionen mit deutschen Untertiteln vor (siehe Weblinks), die in Deutschland in den Kinos gezeigt wurden (zumeist die kürzeste Fassung). Die vollständige Fassung wurde für die Ausstellung Der Stand der Bilder. Die Medienpioniere Zbigniew Rybczyński und Gábor Bódy  in der Berliner Akademie der Künste in Full-HD-Qualität neu digitalisiert und dort am 30. Oktober 2011 erstmals digital mit deutschen Untertiteln gezeigt.
Eine synchronisierte Fassung des Filmes gibt es nicht. Dies wäre zum einen kaum machbar, da der Film die Stimmen der handelnden Personen bisweilen auf quasi-musikalische Weise einsetzt, elektronisch bearbeitet und verzerrt; zum anderen ist der Film auch im Original mehrsprachig (ungarisch, deutsch, englisch, slowakisch, polnisch und ungarisches Romani).

## Hintergrundinformationen zum besseren Verständnis der Filmhandlung

### Schauplätze
Die folgende Karte zeigt die Schauplätze und Orte, die in Narziss und Psyche eine Rolle spielen, innerhalb der heutigen Grenzen. Abweichende ungarische Namen stehen in Klammern.
| Tállya |

| Mischkolz (Miskolc) |

| Patak am Bodrog (Sárospatak) |

| Nagylónya |

| Réde |

| Bányácska |

| Pest-Buda |

| Pressburg (Pozsony) |

| Neutra (Nyitra) |

| Wien (Bécs) |

| Kaschau (Kassa) |

| Erlau (Eger) |

| Gran (Esztergom) |

| Slowakei („Oberungarn“) |

| Ukraine |

| Österreich |

| Ungarn |

|  |

| ← Regensburg / Deutschland |

| ↑ Kramow / Polen |

| Rumänien |

| Serbien |

| Kroatien |

| Slowe- nien |

### Zeitlicher Verlauf
Die folgende Tabelle macht deutlich, wie nach identischem Beginn im Verlauf der Handlung Psyché (die literarische Vorlage) und Narziss und Psyche sich zeitlich immer weiter voneinander entfernen. Der Film macht im Gegensatz zur literarischen Vorlage zumeist keine expliziten Datumsangaben; das Geschehen lässt sich aber durch die historischen Bezüge zeitlich verorten (vergleiche Spalte Anhaltspunkt für Film-Datierung). Mit der Divergenz in der Dauer nehmen auch die inhaltlichen Abweichungen zu; viele dramatische Personen und Handlungsstränge am Ende des Films haben keine Entsprechung in Psyché mehr.
| Ereignis                            | Psyché | Narziss und Psyche | Anhaltspunkt für Film-Datierung                        |
| ----------------------------------- | ------ | ------------------ | ------------------------------------------------------ |
| Narziss’ Geburt                     | 1788   | 1788               | kein Grund zu abweichender Annahme                     |
| Psyches Geburt                      | 1795   | 1795               | explizite Erwähnung im Film                            |
| Psyche in Bányácska                 | 1812   | 1812               | kein Grund zu abweichender Annahme                     |
| Psyche im Kloster                   | 1813   | 1813               | kein Grund zu abweichender Annahme                     |
| Befreiung Psyches durch von Zedlitz | 1813   | ca. 1815           | nach dem Sieg über Napoleon                            |
| Narziss und Psyche in Pest          | 1814   | 1831               | nach dem Novemberaufstand Polens 1830                  |
| Schwangerschaft Psyches             | 1814   | 1840               | Haftentlassung Nikolaus Wesselényis                    |
| Hochzeit von Psyche und von Zedlitz | 1816   | ca. 1870           | einige Zeit nach der Schlacht bei Königgrätz           |
| Narziss’ Tod                        | 1820   | 1918               | nach dem Ende des Ersten Weltkriegs                    |
| Psyches Tod                         | 1831   | 1920–1937          | nach dem Ende des Ersten Weltkriegs, Hitler am Telefon |

### Geschichtlicher Hintergrund
Während der grundsätzliche Verlauf der Moderne von der Aufklärung bis zu den Weltkriegen eine geteilte europäische Erfahrung ist, bezieht sich Narziss und Psyche bei seinem Handlungsstrang in Pressburg stark auf die spezifische geschichtliche Situation im Ungarn der Reformzeit um 1830, die dem nicht-ungarischen Zuschauer nicht unbedingt geläufig ist und daher im Folgenden kurz erläutert wird.
Narziss und Psyche integriert viele historische Persönlichkeiten in seine Handlung. Doch eine Person, die in dem Handlungsstrang in Pressburg zwischen den Zeilen allgegenwärtig ist, wird namentlich nur ein einziges Mal am Rande erwähnt: István Graf Széchenyi, der „Gründungsvater“ des modernen Ungarn und ein enger Freund und politischer Weggefährte von Nikolaus Freiherrn Wesselényi.
Anfang des 19. Jahrhunderts hinkte Ungarn seinen europäischen Nachbarn in ihrer Entwicklung hinterher. Graf Széchenyi trat dagegen mit einem Reformprogramm an, das er unter anderem in seinem ungemein populären Buch Ueber den Credit darlegte. Er suchte darin nach Wegen, die ungarische Wirtschaft anzufachen und die aus seiner Sicht erforderlichen Reformen zu finanzieren. Eine Möglichkeit hierzu sah er darin, den Adel zu Steuerzahlungen zu verpflichten. Darüber hinaus wollte er aber auch die Unveräußerlichkeit der adligen Ländereien aufheben. Nur dann, so sein Kalkül in Ueber den Credit, wären Banken bereit, den – nun notfalls verkäuflichen – Grundbesitz als Sicherheit für Kredite zu akzeptieren, mit denen der Adel die so dringend erforderlichen unternehmerischen Investitionen in Ungarn würde tätigen können. Was für den fortschrittlich gesinnten Teil des Adels also durchaus neue Möglichkeiten versprach, wurde von dem konservativen Teil freilich nur als inakzeptables Antasten adliger Privilegien verstanden. József Graf Dessewffy verfasste damals die scharfe Replik Zergliederung des Werkes: Ueber den Credit und positionierte sich damit als konservativer Gegner der Reformvorschläge von Graf Széchenyi.
Ein wichtiges Reformvorhaben von Graf Széchenyi (der eine Zeitlang auch Verkehrsminister war) bestand in der Verbesserung der Verkehrsinfrastruktur. Zum damaligen Zeitpunkt gab es in ganz Ungarn keine einzige Brücke über die Donau; das Land war gleichsam zweigeteilt. Der Brückenbau wurde daher geradezu zum Symbol der Reformbemühungen von Graf Széchenyi; die erste fertiggestellte Donaubrücke, die Széchenyi-Kettenbrücke, trägt seinen Namen, verband Buda mit Pest und legte so den Grundstein für das Zusammenwachsen beider Städte zu Budapest.
Großbritannien diente Graf Széchenyi bei seinen Reformbestrebungen als Vorbild; das erstreckte sich auch auf den kulturellen Bereich. So etablierte er in Ungarn nach britischem Vorbild Pferderennen  und – den englischen Clubs nachempfundene – „Kasinos“  . In Folge wurden im Ungarn der Reformzeit Pferderennen und Kasinos zu beliebten Treffpunkten der Reformbewegung.
Auf all diese Punkte spielt Narziss und Psyche an:
- Der junge Nikolaus Freiherr Wesselényi wird von Psyche in Bányácska verführt.
- Zoltán Lovászi spricht Psyche auf die konservative Gesinnung ihres Onkels József Graf Dessewffy an.
- Auf dem Ständetag in Pressburg akzeptiert der Abgesandte des Adels aus Neutra Steuerzahlungen, lehnt aber das Antasten darüber hinausgehender adliger Privilegien (gemeint ist die Unveräußerlichkeit des Grundbesitzes) ab und spielt die Bedeutung des Brückenbaus herunter.
- Psyche lernt die jungen Oppositionellen Zoltán Lovászi und Ferdinánd Kosztolányi bei einem Pferderennen und in einem Kasino (näher) kennen.

## Formale Aspekte des Films

### Techniken des Experimentalfilms

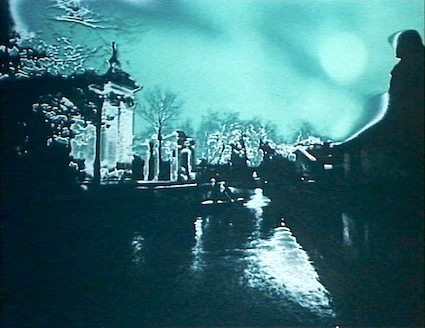
Eine Sequenz mit Pseudo-Solarisation während Narziss’ Tod.

Kennzeichnend für Narziss und Psyche ist der Einsatz audiovisueller Techniken des Experimentalfilms. Bisweilen integrierte Gábor Bódy Ausschnitte eigenständig entstandener Arbeiten. So sind etwa Teile seiner Homage to Eadweard Muybridge (siehe Weblinks) Narziss’ präfaschistischen Phantasien von der Kontrolle der Staaten über die Zuchtreihen ihrer Bürger unterlegt. An anderer Stelle werden Techniken des Experimentalfilms auf genuine Filmszenen angewandt; während Narziss’ Tod zum Beispiel werden die Filmbilder mit Pseudo-Solarisationseffekten und der Filmton mit Audiofiltern verfremdet.
All diesen Techniken ist gemein, dass es im Gegensatz zu dem Einsatz von Spezialeffekten gerade nicht darum geht, die Illusion einer physischen Realität in den Filmbildern herzustellen, sondern darum, die Filmhandlung ästhetisch zu kommentieren. Diese eigenständige Filmästhetik hat auch zur Folge, dass Narziss und Psyche, obwohl im prä-CGI-Zeitalter entstanden, heute in keiner Weise „technisch veraltet“ wirkt.

### Phantastischer Realismus

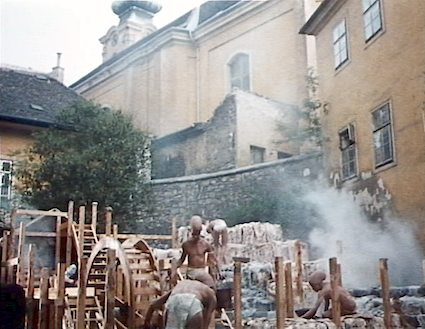
Im Schatten der Kirche dämmert die Industrialisierung in Form einer mechanisierten Wäscherei mit grotesk entstellten Arbeitssklaven herauf.

Narziss und Psyche greift wiederholt auf die Bildwelt des Phantastischen Realismus zurück, etwa bei dem hochherrschaftlichen Gebäude zu Filmbeginn, dessen Innenräume einen Boden aus Gras haben, oder bei den gigantischen Messlatten und Maßbändern, die Freiherrn von Zedlitz’ rigoros konstruierte Welt durchziehen. Diese Bilder waren technisch aber in der Regel nicht schwer zu verwirklichen und haben dementsprechend ebenfalls keine Patina angesetzt. Auch die rasenden Zeitraffer, in denen ein Ort die Jahreszeiten eines ganzen Jahres in weniger als einer Minute durchläuft, halten dem heutigen Blick stand, da die Jahreszeiten nicht tricktechnisch realisiert, sondern tatsächlich über den Jahresverlauf hinweg aufgenommen wurden.

### Postmoderne

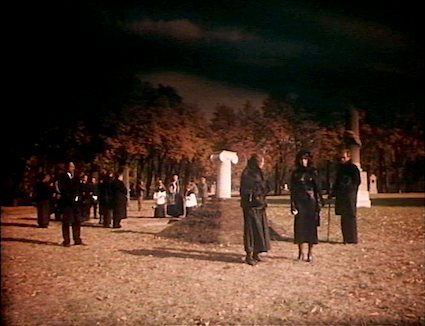
Die ionische Säule ist ein Leitmotiv in Narziss und Psyche, hier auf Narziss’ Grab bei seiner Beerdigung.

Gedreht zu Beginn der großen Debatte über die Postmoderne, ist Narziss und Psyche in seiner selbstreflexiven Struktur als Mythos zugleich ein Zitat des Mythos. Prominentes Beispiel ist eine ionische Säule, die den gesamten Film durchzieht, nie aber in ihrer tatsächlichen architektonischen Funktion, sondern stets als Zitat: als Lesepult für Ferencz Kazinczy, als Fackelhalter im Gutshaus von Tállya, als Staffage im Park von Réde, als Bühnenbild bei den Proben zu Narziss und Echo in Wien und als Grabstein für Narziss.

### Geschichtliche Einbindung
Narziss und Psyche greift die Integration historischer Persönlichkeiten in die Handlung aus Psyché auf; allerdings verzichtet Gábor Bódy auf die ganz großen ikonographischen Gestalten der literarischen Vorlage wie Goethe oder Beethoven, um sich peinliche Vordergründigkeit zu ersparen, und vermeidet bei Ferencz Kazinczy, József Graf Dessewffy und Nikolaus Freiherrn Wesselényi die direkte Namensnennung. Stattdessen doppelt Bódy den Ansatz auf der filmischen Metaebene, indem er bekannte Persönlichkeiten der Filmhandlung von bekannten Persönlichkeiten der Gegenwart darstellen lässt. So wird der berühmte ungarische Dichter Ferencz Kazinczy von dem berühmten ungarischen Dichter János Pilinszky gespielt; der ungarische Avantgarde-Filmregisseur Miklós Erdély gibt den Avantgarde-Regisseur Professor Eberhard, der ungarische Ethnologe Mihály Hoppál wird zu dem Anthropologen Professor Lorenz Ochsendorff und die Chansonette und Fassbinder-Darstellerin Ingrid Caven die Varieté-Sängerin Ingrid. Filmkomponist László Vidovszky wiederum verwendet in seiner elektronisch verfremdeten Musik zu Narziss und Psyche Ausschnitte aus Musikaufnahmen der Lakatos-Dynastie, einer berühmten Familie von Roma-Musikern, die von János Bihari abstammt, im Film Psyches Stiefvater.

### Reflexion auf das eigene Medium

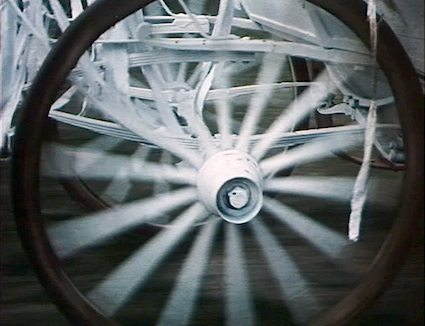
Die Interferenz der sich drehenden Kutschenräder mit der Bildwiederholfrequenz des Films thematisiert das Medium.

Die Selbstreflexivität von Narziss und Psyche ist ein Versuch von Gábor Bódy, die literarische Vorlage in dieser Hinsicht umzusetzen. Dazu gehören der das Medium Film thematisierende Einsatz von Techniken des Experimentalfilms und das postmoderne Zitieren, aber Bódy verfolgt diesen Ansatz auch noch an anderer Stelle. So werden zum Beispiel die Großaufnahmen der rollenden Speichenräder einer Kutsche – ein wiederkehrendes Motiv der Veränderung –, die aufgrund der unterschiedlichen Umdrehungsfrequenz der Räder und der Bildwiederholfrequenz des Films typischerweise zu Interferenzen führen, die die Räder scheinbar langsam in die entgegengesetzte Richtung laufen lassen, bei ihrem ersten Erscheinen mit einer Musik unterlegt, die in ihrer Polymetrik dieses physikalische Phänomen des filmischen Bildes von Bewegung spiegelt. Und ab dem Moment, wo Narziss in dem Epigramm Az Igazság („Die Wahrheit“) die subjektiv gefärbte Wahrnehmung der Erscheinungswelt mit der farberzeugenden Lichtbrechung in einem Prisma parallelisiert, greift Narziss und Psyche dies als Filmmetapher auf und arbeitet von da an immer wieder mit Falschfarben.

### Hypertext und Neue Narrativität
Hinter dem von Kritikern angemerkten Changieren von Narziss und Psyche zwischen Avantgarde und Kitsch sowie dem hohen Grad an Stilisierung steht ein filmästhetischer Ansatz, den Gábor Bódy Neue Narrativität nennt. Bódy war in seinen medientheoretischen Überlegungen zu der Überzeugung gelangt, die technologische Entwicklung werde zu einer universellen audiovisuellen Datenbank aller auf der Welt existenten Bilder und Töne führen, die, losgelöst von ihrem Entstehungskontext, als semantische Bausteine allgemein verfügbar wären und eine entsprechend neue audiovisuelle Ästhetik erfordern würden.  Ein demgemäß eklektizistischer Zugriff kam dabei seiner Überzeugung entgegen, dass Kunst und Kitsch als kulturelle Symbole gleichermaßen bedeutsame Elemente filmischer Darstellung sind: „Wahrhaft große Kunst – und auf seine Art Kitsch ebenso (und das ist etwas, was mich ausgesprochen fasziniert) – dreht sich irgendwo immer um die banalen, grundlegenden Fragen der Existenz […]“ 

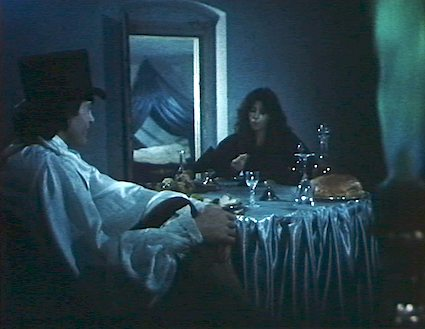
Von der ersten Vereinigung von Psyche und Freiherrn von Zedlitz, der Vereinigung von Sinnlichkeit und instrumenteller Vernunft …
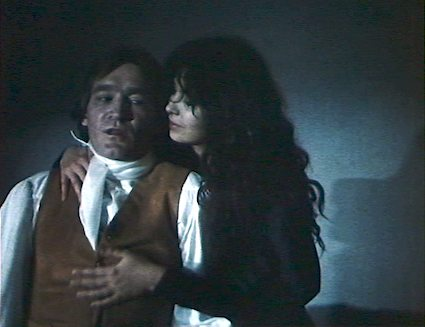
… führen stilistische „Hyperlinks“ zu nur scheinbar entlegenen Szenen:
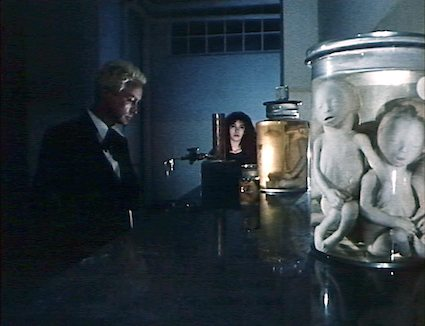
Die unter ihrer Oberfläche teils gewaltförmige naturwissenschaftliche Medizin ist in dasselbe Blau getaucht, …
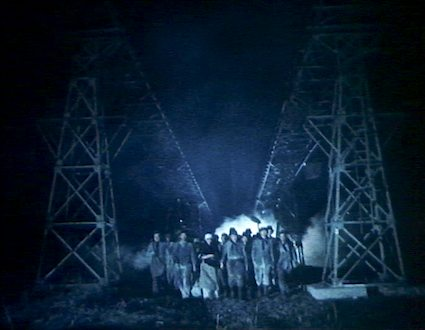
… ebenso die Deformation der Menschen durch industrielle Arbeit.
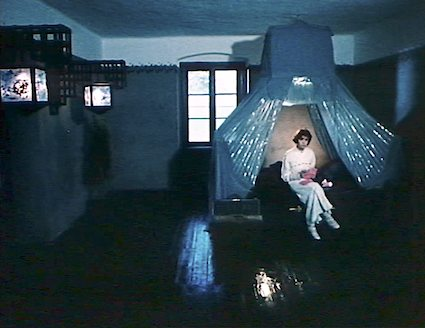
Und von Narziss’ nahendem Tod erfährt Psyche in demselben Blau und auf einem ähnlichen Bett wie dem, auf dem die erste Vereinigung mit Freiherrn von Zedlitz stattfand (im ersten Bild im Hintergrund).

Im Unterschied zum unterhaltungsindustriellen Film werden Kitsch und andere kulturelle Symbole in der Neuen Narrativität aber nicht unvermittelt eingesetzt, sondern als Zitate in einem syntaktischen Netz aus durch filmische Stilisierungen markierten Querverweisen. Diese nichtlineare, für Datenbanken typische Hypertextualität (Bódy spricht von Hyper-Fiktionalismus  und Hyper-Narrativität ) soll auf einer Metaebene den eigentlichen, in dieser Konsistenz anders nicht darstellbaren symbolischen Gehalt des Films konstituieren, im Idealfall ein „zeitloses begriffliches System“ ; das wiederum unterscheidet die Neue Narrativität von der semantischen Dezentrierung der Postmoderne.

### Musik und Gesamtkunstwerk
Neben den vielfältigen visuellen Techniken spielt in Narziss und Psyche auch der Ton eine herausgehobene Rolle und trägt viel zur Gesamtwirkung des Films bei. Das gilt zum einen für die Filmmusik im engeren Sinne, für die Filmkomponist László Vidovszky aus dem gesamten Fundus von Kunst- und Populärmusik der Epoche schöpft, diese Quellen jedoch stets elektronisch verfremdet, sie somit zeitlich entrückt und dadurch den allegorischen Charakter des Films unterstreicht. Zum anderen werden aber immer wieder auch üblicherweise nichtmusikalische filmische Tonereignisse wie Geräusche oder Stimmen elektronisch verfremdet und als Musique concrète oder Klangcollage musikalisch durchkomponiert, so dass eine musikalische Ebene über weite Strecken des Films gegenwärtig ist. Schließlich erfährt – in einer ironischen Reflexion – Narziss’ Stück Narziss als Narziss und Echo selbst eine (im Film vorgeführte) Vertonung durch das Wiener Varietétheater. Diese starke Präsenz des Musikalischen rückt Narziss und Psyche in die Nähe eines filmischen Pendants zum Gesamtkunstwerk Wagner’scher Provenienz. 

## Inhaltliche Aspekte des Films

### Philosophie

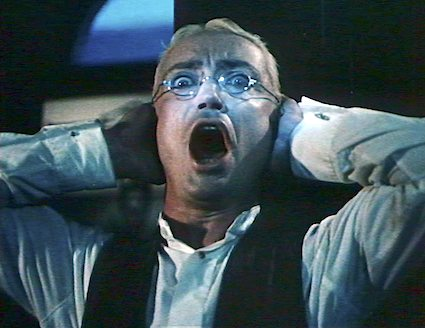
Als radikal an der Sinnenwelt Zweifelnder misstraut Narziss seinen Ohren und bleibt in seiner Gedankenwelt gefangen.

Der Film des studierten Philosophen Gábor Bódy ist voller philosophischer Bezüge. Zum einen gibt es explizite Zitate philosophischer Denkfiguren, etwa des cartesianischen Zweifels, den Narziss in Wien vorführt, wenn er zögert, nur aufgrund seiner Sinneseindrücke anzunehmen, dass Psyche tatsächlich in seinem Zimmer weilt, oder des naturalistischen Fehlschlusses, der dem Gesandten aus Gran auf dem Ständetag in Pressburg vorgehalten wird, als er aus der Tatsache, dass Nationen in der Geschichte immer wieder untergingen, folgert, dass man einer ums Überleben kämpfenden Nation nicht zu Hilfe zu eilen brauche.
Darüber hinaus ist die Figur des Freiherrn von Zedlitz über einen Verwandten, Karl Abraham Freiherrn von Zedlitz, mit dem Denken Immanuel Kants assoziiert, und Narziss trägt viele Züge von Friedrich Nietzsche (Ablehnung des christlichen Gottes, Idealisierung der antiken Tragödie, Pendeln zwischen Kunst und Wissenschaft, Züchtung des zukünftigen Menschen, Tod durch Syphilis). Eine leibhaftige Begegnung und ein Gedankenaustausch zwischen Freiherrn von Zedlitz und Narziss ergibt sich dabei im Film nur ein einziges Mal, als Liebesschmerz den Aufklärer Zedlitz zu der hermetischen Esoterik von Robert Fludd getrieben hat (und er eine Belohnung für das Auffinden von Psyche aussetzt).
Der philosophische Hauptakzent aber liegt auf der Ausarbeitung der allegorisch-mythologischen Ebene von Psyché. Durch den narrativen Charakter des Films und insbesondere durch die Entscheidung, den Protagonisten eine Lebensspanne von über 100 Jahren zu verleihen, können die mythologisch-allegorischen Figuren vielschichtiger gezeichnet werden als in der literarischen Vorlage. Das gilt vor allem für Narziss in seiner Entwicklung vom klassizistischen Dichter über den Naturwissenschaftler zum präfaschistischen Ideologen; aber auch Freiherr von Zedlitz kann im Umfeld der industriellen Epoche, etwa beim Bau der Bergarbeitersiedlung, seine nüchterne Rationalität deutlicher zeigen, und der Tod Psyches am Vorabend der nationalsozialistischen Katastrophe macht die geschichtsphilosophische Allegorie besonders eindringlich.

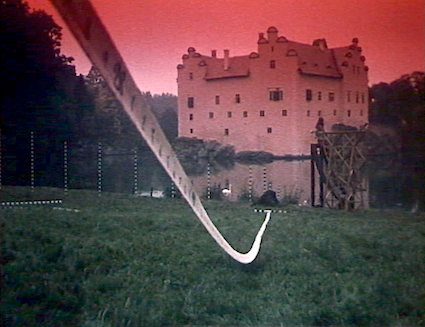
Die Welt des Freiherrn von Zedlitz …
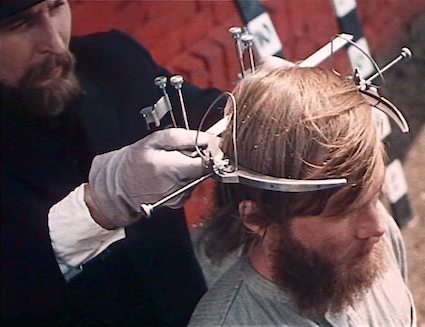
… ist eine „vermessene“ Welt.

Aus den antiken Mythen von Amor und Psyche einerseits und Narziss und Echo andererseits entsteht so ein Mythos der Moderne, in dem Schönheit, Sinnlichkeit und Seele (Psyche) zerrieben werden zwischen einer emphatischen, aber in subjektivem Idealismus gefangenen, selbstbezogenen und so schließlich einem zerstörerischen Wahn verfallenden Rationalität (Narziss) und einer nüchternen, am Ende oft (trotz aller kantischen Anklänge) instrumentellen Rationalität (Freiherr von Zedlitz). Anders als Echo geht Psyche nicht unmittelbar an Narziss zugrunde, doch an der festen Verbindung zu Freiherrn von Zedlitz, in die sie durch Narziss getrieben wird, scheitert sie (während Narziss angesichts dieser Verbindung endgültig den Verstand verliert).
Im Kontext dieser Allegorie gewinnen der Schlusssatz des Films, dass Psyches Tod nicht gewiss sei, sowie das zugehörige Bild, das statt Psyches Leiche nur eine Puppe zeigt, entscheidende Bedeutung aus zeitdiagnostischer Perspektive, denn sie lassen offen, ob Psyche tatsächlich tot oder nur – wie in Amor und Psyche – in einen todesähnlichen Schlaf versunken ist und somit auf Erlösung durch eine Amor entsprechende Figur noch hoffen kann.

### Naturwissenschaft

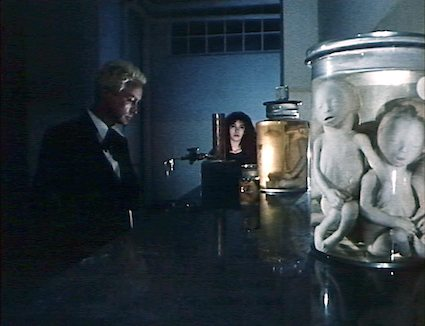
Die neuzeitliche Naturwissenschaft, in Form moderner Medizin, hilft Psyche, ihre Verletzung durch Vergewaltigung zu überwinden, ist aber selbst alptraumhaft.

Die neuzeitliche Naturwissenschaft, deren Siegeszug prägend für die Moderne ist, wird in Narziss und Psyche vorwiegend durch die Medizin als angewandte Naturwissenschaft vom Menschen versinnbildlicht. Die Darstellung der Medizin in dem Film ist ambivalent; einerseits vermag sie Psyche tatsächlich von ihren durch eine Vergewaltigung hervorgerufenen Leiden zu befreien (Narziss freilich nicht von den seinen), andererseits umgibt sie selbst eine Aura der Gewalttätigkeit und des Widerwärtigen. Von den grotesken geometrischen Katalogisierungen des Menschen, die sich in Narziss’ Medizin-Lehrbüchern ebenso finden wie in der forscherischen Tätigkeit von Professor Ochsendorff, führt letztlich eine Linie zu Narziss’ präfaschistischen Phantasien von der Kontrolle der Staaten über die Zuchtreihen ihrer Bürger.

### Sexualität
Für die Schlüssigkeit des mythologischen Bildes von Psyche als Utopie der Sinnlichkeit ist eine affirmative Darstellung von Sexualität unabdingbar. In Gábor Bódys Worten: „– eine Darstellung von Sexualität, die weder pornographisch noch grotesk noch eskapistisch ist, sondern positiv im Kontext des gesamten menschlichen Verhaltens und im Kontext unserer Interpretation des Körpers“ . Der Film versucht dies durch einerseits sehr lange und vergleichsweise explizite Szenen sexueller Aktivität, die andererseits mit Techniken des Experimentalfilms verfremdet und überhöht werden. Dies gilt freilich nur für erfüllte sexuelle Begegnungen, im Film namentlich zwei Liebesnächte von Psyche und Freiherrn von Zedlitz (zu Beginn und gegen Ende der Beziehung). Gewaltförmige Sexualität hingegen findet zumeist in der Gegenwart von Tieren statt (wie auch Psyches Operation aufgrund ihrer Vergewaltigung).

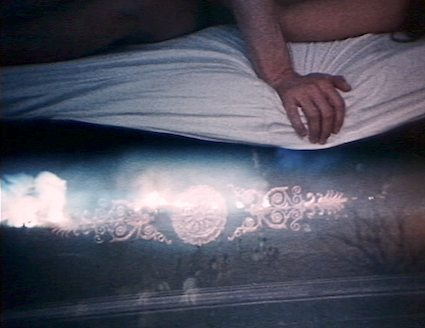
Sexualität zwischen Psyche und Freiherrn von Zedlitz: Unter der Schlafstatt toben Euphorie und Gewalt der Befreiungskriege …
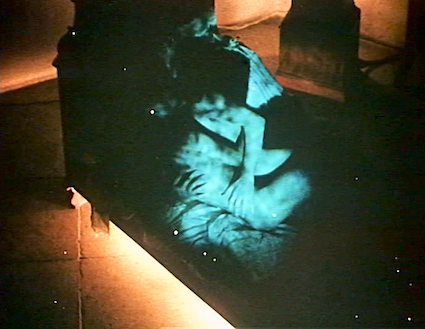
… oder Naturwissenschaft umgibt sie als Sehnsucht nach der kosmischen Vereinigung, in der Spermien und Galaxien ineinander übergehen.

### Zeit

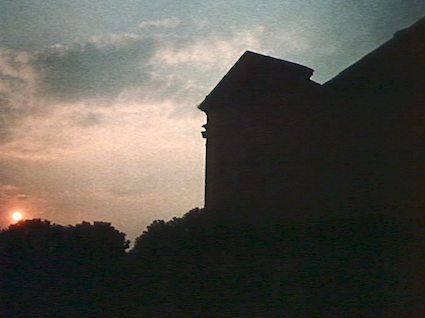
Sonnenauf- und Untergänge in rasendem Zeitraffer versinnbildlichen in Narziss und Psyche die Zeit.

Für die allegorische Darstellung einer historischen Entwicklung spielt Zeit offenkundig eine konstitutive Rolle. Narziss und Psyche betont das geschichtliche Element zumeist durch rasende Zeitraffer von ziehenden Wolken oder wechselnden Jahreszeiten, die den ganzen Film über immer wieder auftauchen und die „mythologische Zeit“ herstellen, in der die Protagonisten nicht altern. Aber auch andere Bilder der Veränderung wie die rollenden Speichenräder einer Kutsche und die zugeordnete Musik werden (gemeinsam oder einzeln) wiederholt verwendet.

## Entstehung und Rezeption
Einerseits ein komplexer, avantgardistischer Film für ein intellektuelles Publikum, wurde Narziss und Psyche andererseits mit ungewöhnlich hohem Aufwand gedreht, was Ausstattung, Massenszenen und Länge betrifft, und war mit einem Budget von 30 Millionen Forint (seinerzeit etwa 2,3 Millionen DM) der mit Abstand teuerste ungarische Film des Jahres 1980.  Das aus ökonomischer Perspektive unwahrscheinliche Zustandekommen einer solchen Produktion verdankt sich daher mit einer gewissen Wahrscheinlichkeit den ganz spezifischen Bedingungen in Ungarn zur Entstehungszeit des Films.  In den Ländern Osteuropas konnte damals gesellschaftliche Kritik in Filmen nicht offen geäußert werden.  Umgekehrt unterlag die Finanzierung eines Films aber nicht denselben ökonomischen Zwängen wie im Westen, wenn die zuständige staatliche Stelle überhaupt zu einer Produktion bereit war.  Ästhetisch hatten die ungarischen Béla-Balázs-Studios in Budapest und dort insbesondere die von Gábor Bódy mitbegründete Experimentalfilmgruppe K/3  eine vergleichsweise große Autonomie erlangt, die Filme fernab des Ideals eines sozialistischen Realismus ermöglichte.   Diese Kombination von Faktoren erlaubte die Produktion eines aufwändigen, nichtkommerziellen, allegorischen Films wie Narziss und Psyche.
Gleichwohl bestand aufgrund der enormen Kosten die Erwartung zumindest eines gewissen finanziellen Ertrags. Gábor Bódy rechnete nach Abschluss der Dreharbeiten vorsichtig damit, der Film könnte „ein oder zwei Kunstkinos in den meisten europäischen Hauptstädten“ füllen. 
Stattdessen wurde der bildgewaltige Film zunächst überraschend zum Kassenschlager; 85.000 Ungarn sahen die zweiteilige Langfassung in den ersten vier Wochen im Kino , 600.000 in den ersten sechs Monaten . Auch die Exportfassung war im europäischen Ausland, insbesondere in Deutschland, unerwartet erfolgreich.  Auf europäischen Festivals gewann Narziss und Psyche mehrere Preise.
Als Gábor Bódy allerdings im Frühjahr 1981 dem koproduzierenden ungarischen Fernsehen vereinbarungsgemäß die dreiteilige Fernsehfassung übergab, geriet der Film in die politische Schusslinie.  Die Fernsehfassung, deren hinzugekommener Mittelteil ausführlich die Unterstützung des ungarischen Ständetages für den Novemberaufstand in Polen 1830 darstellte, wurde als verklausulierte Parteinahme für die polnische Gewerkschaft Solidarność gedeutet, die nach den August-Streiks 1980 in Polen entstanden war. Das ungarische Fernsehen unterließ daher die Ausstrahlung und behauptete später, der Film sei verlorengegangen. Als Gábor Bódy 1985 unter mysteriösen Umständen starb, verschwand sein Werk weiter aus dem Blick der Öffentlichkeit; dies umso mehr, seit 1999 Bódys Tätigkeit für den ungarischen Staatssicherheitsdienst bekannt wurde. Veröffentlichungen aus dieser späteren Zeit schätzten Erfolg  und künstlerischen Gehalt  von Narziss und Psyche mitunter skeptischer ein als die Kritiken nach der Filmpremiere.
Immerhin wurde nach der Wende die dreiteilige Fassung von Narziss und Psyche Ende 1990  schließlich im ungarischen Fernsehen gesendet; seit 2009 ist sie als DVD in ungarischer Sprache erhältlich, allerdings nur in sehr schlechter Bild- und Tonqualität. 2011 wurde die dreiteilige Fassung für die Ausstellung Der Stand der Bilder. Die Medienpioniere Zbigniew Rybczyński und Gábor Bódy  in der Berliner Akademie der Künste in Full-HD-Qualität neu digitalisiert und dort am 30. Oktober erstmals digital mit deutschen Untertiteln gezeigt.
Eine internationale DVD-Edition mit Untertiteln war lange Zeit nicht verfügbar, was die Rezeption außerhalb Ungarns sehr erschwert hat. Seit Oktober 2018 (DVD) bzw. Januar 2019 (Blu-ray) ist der Film in der restaurierten vollständigen, dreiteiligen Fassung aber endlich auch mit deutschen und englischen Untertiteln erhältlich.

## Kritik
„Der unter der ungarischen Kritik heftig umstrittene Film, dem das Budapester Publikum wie selten einem experimentell-komplizierten, assoziationsreichen Film zuläuft, hat mittlerweile schon einen Kometenschweif interpretatorischer Entschlüsselungen aus sich entlassen. Er ist, wegen der Fülle seiner Andeutungen und der zwischen Kitsch und Erstaunen machenden optischen Erfindungen bedenkenlos freizügig changierenden Phantasmen und visionären Exaltationen vor allem eine sinnlich fesselnde, ungebärdige essayistische Explosion, die wohl auch in Cannes ihr barockes Feuerwerk der Assoziationen eindrucksvoll entfalten wird.“

„1977 trat Bódy in die Leitung der Béla-Balázs-Studios ein, wenig später wurde er Chef der Experimental-Abteilung der Mafilm, der staatlichen Filmgesellschaft. Nun verfügt er über fast unbegrenzte Mittel, und er nutzt sie: Narziss und Psyche ist ein in Aufwand und Ausmaß grandioses, ursprünglich siebenstündiges Epos, das unter dem doppelten Vorwand, eine unglückliche Liebesgeschichte zu erzählen und einen Eilmarsch durch die ungarische Geschichte von 1795 bis in die dreißiger Jahre dieses Jahrhunderts hinein zu absolvieren, die Fülle der visionären Möglichkeiten des Kinos vor uns ausbreitet. Jede neue Szene funktioniert wie eine Wundertüte, aus der uns noch unerhörtere, noch verrücktere Einfälle entgegenpurzeln; zweieinviertel Stunden lang taucht Bódy unsere Sinne in ein Wechselbad rasender Fahrten und exquisiter Tableaus, Tänze in Slow Motion und Wolken, die im Zeitraffer über den Himmel sausen, abgetönter Pastell- und greller Kunstfarben.“

„Freilich ist die Handlung weder bloßer Anlass für filmsprachliche Experimente, noch dienen diese lediglich einer effektvollen und sicherlich fragwürdigen Überhöhung einer ‚Liebesgeschichte‘. Vielmehr machen die perfekten, erfindungsreichen und oft visionären Bilder in ihrer unauslotbaren visuellen Vielschichtigkeit die Geschichte, in deren Verlauf von 120 Jahren die Figuren nicht altern, zum Drama unserer ‚versengten Vergangenheit‘, der Aufklärung und des technisch-rationalen Zeitalters. Sie erzählen von erlittenem Größenwahn, dem poetisch verklärten Streben der Wissenschaft nach einem ‚Himmel, der nur sich selbst liebt‘; sie erzählen von einer stürmischen, kreativen Sinnlichkeit, die daran zerbricht und vereinnahmt wird von der bürgerlichen Technokratie des Machbaren, in der sie langsam zugrunde geht; sie erzählen vom Heißlaufen des Größenwahns bis zum Faschismus in der Verzweiflung über diese ‚Ehe‘. Als Psyche in einer ausgehöhlten Zeit nach dem ersten Weltkrieg stirbt, ist sie eigentlich schon längst tot. Nur der Epilog des Films lässt offen, ob sie je wirklich gestorben ist, und das heißt wohl – ob wir noch eine Chance haben.“

## Auszeichnungen
- Spielfilmfestival Budapest 1981: Sonderpreis für Regie
- Internationales Filmfestival von Locarno 1981: Ernest-Artaria-Preis (Bronzener Leopard) „für die gelungene Einflechtung der Bild- und Tonrecherchen des Experimentalfilms in seinen Erzählstrukturen“ [P 1]
- Festival Internacional de Cinema da Figueira da Foz 1981: C.I.D.A.L.C.-Preis

## Filmausgaben
- Gábor Bódy: Narziss und Psyche. absolut MEDIEN, Fridolfing 2019, ISBN 978-3-8488-8508-4, absolut MEDIEN 8508 (Blu-ray; Ungarische Originalfassung mit deutschen und englischen Untertiteln).
- Gábor Bódy: Narziss und Psyche. absolut MEDIEN, Fridolfing 2018, ISBN 978-3-8488-7033-2, absolut MEDIEN 7033 (2 DVDs; Ungarische Originalfassung mit deutschen und englischen Untertiteln).
- Gábor Bódy: Psyché. Best Hollywood, Budapest 2009, BEST-7193 (3 DVDs; Ungarische Originalfassung ohne Untertitel).